# Deinocheirus mirificus
Deinocheirus mirificus (gr. «mano terrible inusual») es la única especie del género extinto Deinocheirus de dinosaurio deinoqueírido ornitomimosauriano, que vivió a finales del período Cretácico, hace aproximadamente 71 a 69 millones de años, entre el Campaniense y el Maastrichtiense, en lo que hoy es Asia.  En 1965, un par de brazos grandes, fajas escapulares y algunos otros huesos de un nuevo dinosaurio se descubrieron por primera vez en la Formación Nemegt de Mongolia. En 1970, este espécimen se convirtió en el holotipo de la única especie dentro del género, Deinocheirus mirificus, el nombre del género proviene del griego para «mano horrible». No se descubrieron más restos durante casi cincuenta años, y su naturaleza sigue siendo un misterio. Se describieron dos especímenes más completos en 2014, que arrojan luz sobre muchos aspectos del animal. Partes de estos nuevos especímenes habían sido saqueados de Mongolia algunos años antes, pero fueron recuperados y repatriados en 2014.
Deinocheirus era un ornitomimosaurio inusual, el más grande del clado, con 11 metros de largo, y con 6,36 toneladas de peso. Aunque era un animal voluminoso, tenía muchos huesos huecos que le ahorraban peso. Los brazos estaban entre los más grandes de cualquier dinosaurio bípedo de 2,4 metros de largo, con grandes y romas garras en sus manos de tres dedos. Las piernas eran relativamente cortas y tenían garras romas. Sus vértebras tenían altas espinas neurales que formaban una «vela» a lo largo de su espalda. La cola termina en vértebras tipo pigostilo , que indican la presencia de un abanico de plumas. Su cráneo medía 1,024 metros de largo, con un pico ancho y una mandíbula inferior profunda, similar a los de los hadrosáuridos .
La clasificación de Deinocheirus era incierta, y se colocó inicialmente en el grupo de terópodos Carnosauria, pero las similitudes con ornitomimosaurianos pronto se notaron. Después se encontraron restos más completos, Deinocheirus ha demostrado ser un ornitomimosaurianos primitivo, más estrechamente relacionados con los géneros más pequeño Garudimimus y Beishanlong, formando juntos la familia Deinocheiridae. Los miembros de este grupo no fueron adaptados para la velocidad, a diferencia de otros ornitomimosaurianos. Se cree que Deinocheirus fue omnívoro, su forma de cráneo indica una dieta de plantas, se encontraron escamas de peces en asociación con un espécimen y gastrolitos también estaban presentes en la región del estómago del espécimen. Las garras grandes pueden haber sido utilizadas para cavar y recolectar plantas. Las marcas de mordiscos en los huesos de Deinocheirus se han atribuido al tiranosáurido Tarbosaurus.

## Descubrimiento e investigación

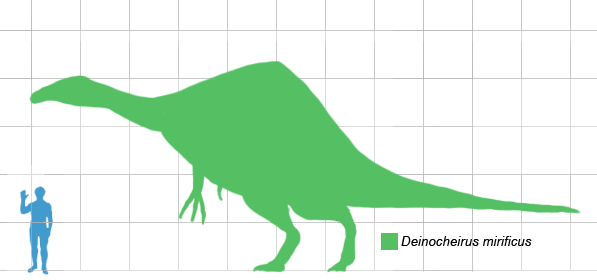
Tamaño comparado con un humano.

Deinocheirus es el ornitomimosaurio más grande descubierto, el espécimen más grande conocido mide hasta 11 metros de largo, con un peso estimado de 6,36 toneladas. Los otros dos especímenes conocidos son más pequeños, el holotipo es el 94% del más grande y el más pequeño, un subadulto, solo el 74% del más grande. Cuando solo se conocían los brazos del holotipo incompleto, se extrapolaron varios tamaños de ellos por diferentes métodos. Un estudio de 2010 estimó que la altura de la cadera de Deinocheirus era de entre 3,3 a 3,6 metros. El peso se había estimado previamente entre 2 toneladas y 12 toneladas. También se sugirieron tamaños enormes al comparar los brazos con las de los tiranoáuridos, a pesar de que los miembros de ese grupo no tenían brazos grandes en proporción a su tamaño corporal.

### Extremidades

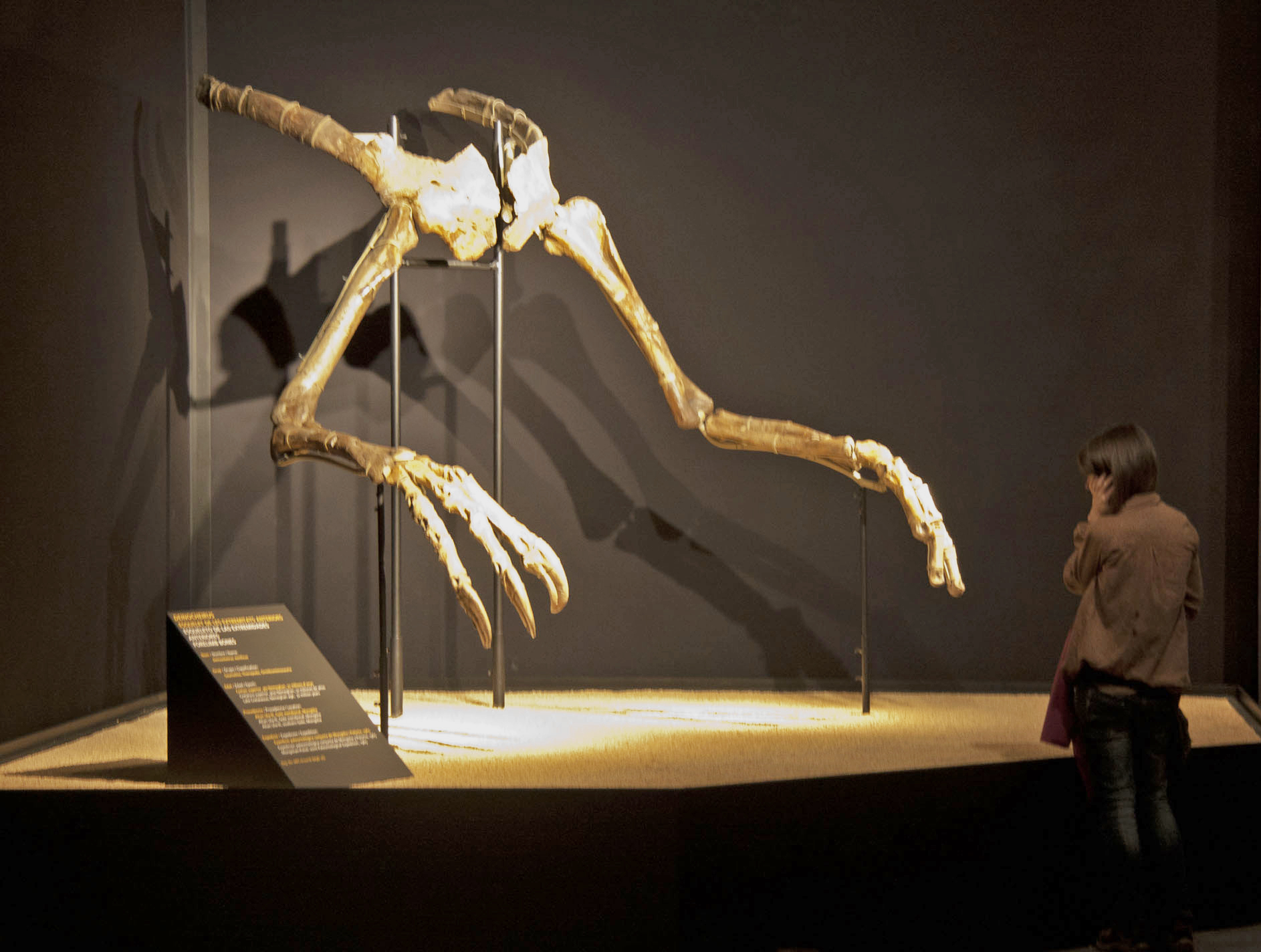
Espécimen holotipo MPC-D 100/18 exhibido en Barcelona.

Deinocheirus y Therizinosaurus poseían las extremidades anteriores más largas conocidas para cualquier dinosaurio bípedo. Las extremidades anteriores del holotipo miden 2.4 metros de largo, el húmero, mide 93,8 centímetros, el cubito 68,8 centímetros y la mano 77 centímetros incluyendo las garras recurvadas largas de 19,6 centímetros. Cada escapulocoracoide de la cintura escapular tiene una longitud de 1,53 metros. Cada mitad de la ceratobranquialia combinada mide 42 centímetros. La escápula era larga y estrecha, y la cresta deltopectoral era pronunciada y triangular. La parte superior del brazo, el húmero, era relativamente delgado, y solo un poco más larga que la mano. El cúbito y el radio, los huesos del brazo inferior, eran alargados y no estaban firmemente conectados entre sí en una sindesmosis. El metacarpo era largo en comparación con los dedos. Los tres dedos tenían la misma longitud, el primero era el más fuerte y el segundo el más largo. Varias áreas ásperas e impresiones en las extremidades anteriores indican la presencia de músculos poderosos. La mayoría de las superficies articulares de los huesos del brazo estaban profundamente surcadas, lo que indica que el animal tenía gruesas almohadillas de cartílago entre las articulaciones. Aunque los brazos de Deinocheirus eran grandes, la relación entre ellos y la cintura escapular era menor que la del ornitomímido Ornithomimus más pequeño. Los huesos del brazo de Deinocheirus fueron similares en proporciones a los del pequeño terópodo Compsognathus. La furcula, un elemento no conocido de ningún otro ornitomimosaurianos, tenía forma de U. Las patas traseras eran relativamente cortas y el hueso del muslo, el fémur era más largo que el hueso de la espinilla, la tibia, como es común para los animales grandes. El metatarso era corto y no arctometatarsaliano, como en la mayoría de los otros terópodos. Los huesos de la garras de los pies eran romos y de punta ancha en lugar de cónicos, a diferencia de otros terópodos, pero se asemejaban a los unguales de los grandes dinosaurios ornitisquios. Las proporciones de los huesos del dedo del pie se parecían a las de los tiranosáuridos, debido al gran peso que debían soportar.

### Esqueleto axial
Aunque Deinocheirus era un animal voluminoso, sus costillas dorsales eran altas y relativamente rectas, lo que indica que el cuerpo era estrecho. Las diez vértebras del cuello eran bajas y largas, y progresivamente más cortas hacia caudal desde el cráneo. Esto dio como resultado un cuello más curvado en S que el que se ve en otros ornitomimosaurios, debido al cráneo más grande. Las espinas neurales de las doce vértebras dorsales se hicieron cada vez más largas de craneal hacia caudal, siendo la última 8,5 veces la altura del centro vertebral. Esto es casi lo mismo que la proporción más alta en las espinas neurales del terópodo Spinosaurus. Las espinas vertebrales tenían un sistema de ligamentos interconectados, que volvía la columna vertebral más rígida y le permitió sostener el abdomen mientras transmitía el estrés a las caderas y las extremidades posteriores.  Juntos, las espinas vertebrales  formaban una "vela" alta a lo largo de la parte inferior de la espalda, las caderas y la base de la cola, algo similar a la del Spinosaurus.

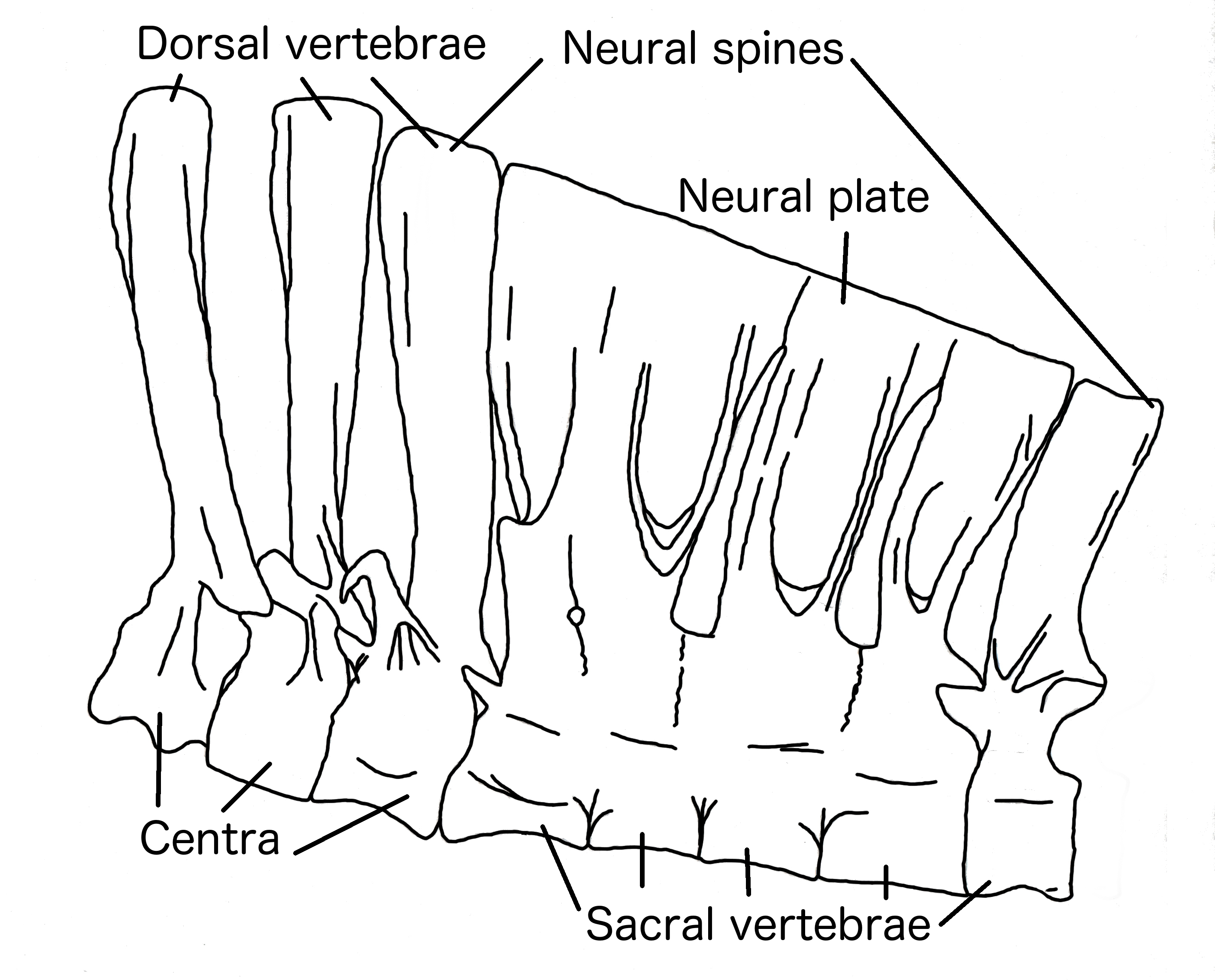
Diagrama de las vértebras dorsales base de la vela de la espalda.

Todas las vértebras estaban altamente neumatizadas por los sacos de aire en su interior, a excepción del hueso atlas y las últimas vértebras de la cola, y por lo tanto estaban conectadas al sistema respiratorio. Las vértebras dorsales estaban tan neumatizadas como las de los dinosaurios saurópodos y tenían un sistema extensivo de depresiones. Estas adaptaciones pueden correlacionarse con el gigantismo, ya que reducen el peso. Las seis vértebras del sacro también eran altas y neumatizadas y todas menos la primera estaban fusionadas en la parte superior, sus espinas neurales formaban una placa neural . El ilion, el hueso superior de la cadera, también estaba parcialmente neumatizado cerca de las vértebras sacras. Parte de la pelvis estaba hipertrofiada en comparación con otros ornitomimosaurios, para soportar el peso del animal con fuertes uniones musculares. Los huesos de la cadera delanteros se inclinan hacia arriba en la vida. La cola de Deinocheirus terminó en al menos dos vértebras fusionadas, que se describieron como similares al pigostilo de los terópodos oviraptorosaurianos y terizinosaurianos. Se sabe que los ornitomimosaurios tuvieron plumaje, por lo que esta característica sugiere que podrían haber tenido un abanico de plumas en la cola.

### Cráneo

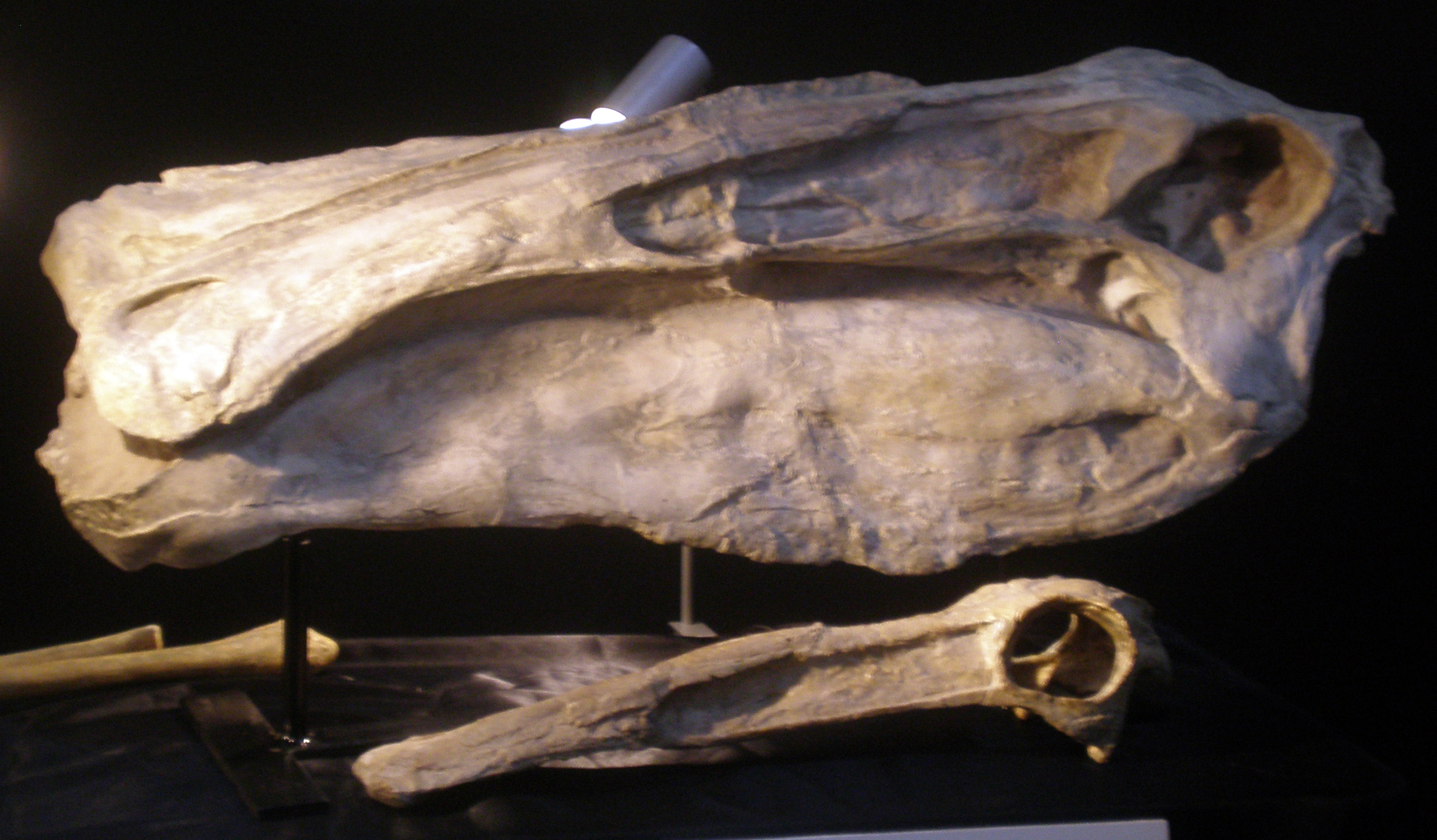
Molde del cráneo del espécimen MPC-D 100/127 exhibido en Múnich.

El único cráneo conocido, que pertenece al espécimen más grande, mide 1,024 metros desde el premaxilar hasta la parte posterior del cóndilo occipital. La parte más ancha del cráneo detrás de los ojos tiene solo 23 centímetros de ancho en comparación. El cráneo era similar a los de otros ornitomimosaurios al ser bajo y angosto, pero difería en que el hocico era más alargado. Las paredes óseas del cráneo eran bastante delgadas, aproximadamente 6 milímetros. Tenía un pico redondeado y aplanado, que habría sido cubierto por la queratina en vida. Las fosas nasales estaban hacia arriba, y el hueso nasal era una correa estrecha que se extendía por encima de las cuencas oculares. El diámetro exterior de los anillos escleróticos en los ojos era pequeño, 8,4 centímetros, en comparación con el tamaño del cráneo. Las ventanas fenestrales inferiores, aberturas detrás de los ojos, estaban parcialmente cerradas por los huesos yugales, similar a Gallimimus. Las mandíbulas eran desdentadas y giradas hacia abajo, y la mandíbula inferior era muy grande y profunda en comparación con la mandíbula superior delgada y baja. El tamaño relativo de la mandíbula inferior era más cercano al de los tiranosáuridos que a otros ornitomimosaurios. El hocico era espatulado y de 25 centímetros de ancho, que es más ancho que el techo del cráneo. Esta forma es similar al hocico de los hadrosáuridos con pico de pato.

## Historia

### Primeros descubrimientos

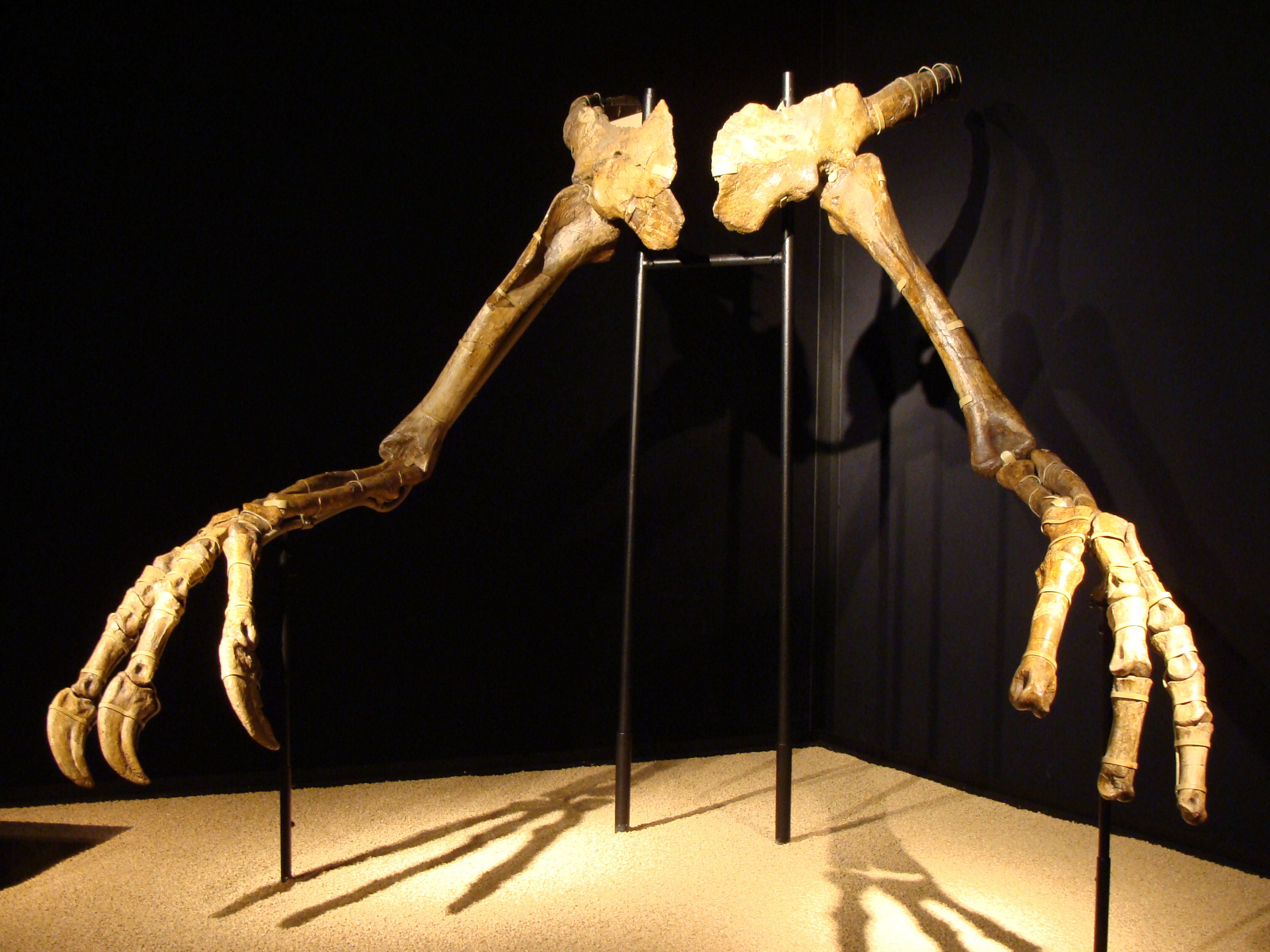
Espécimen holotipo.

Los primeros restos fósiles conocidos de Deinocheirus fueron descubiertos por la paleontóloga polaca Zofia Kielan-Jaworowska el 9 de julio de 1965, en el sitio Altan Ula III, en las coordenadas: 43 ° 33.987'N 100 ° 28.959'E, en la cuenca Nemegt del desierto de Gobi. Formó parte de un grupo polaco acompañado por el paleontólogo mongol Rinchen Barsbold durante las expediciones paleontológicas polaco-mongólicas de 1963-1965, organizadas por la Academia de Ciencias de Polonia y la Academia de Ciencias de Mongolia. La expedición pasó del 9 al 11 de julio excavando la muestra y cargándola en un vehículo. Un informe de 1968 de Kielan-Jaworowska y Naydin Dovchin, que resumió los logros de las expediciones, anunció que los restos representaban una nueva familia de dinosaurios terópodos. El espécimen fue descubierto en una pequeña colina en arenisca y consiste en un esqueleto parcial, desarticulado, la mayoría de las partes probablemente se había erosionado en el momento del descubrimiento. El espécimen consistía en ambas extremidades anteriores, excluyendo las garras de la mano derecha, la cintura escapular completa, el centro de tres vértebras dorsales, cinco costillas, gastralia y dos ceratobranquialia. El espécimen se hizo el holotipo de Deinocheirus mirificus, nombrado por Halszka Osmólska y Ewa Roniewicz en 1970. El nombre genérico se deriva del griego deinos δεινός, que significa "terrible", y cheir χείρ, que significa "mano", debido al tamaño y las fuertes garras de los miembros anteriores. El nombre específico proviene del latín y significa "inusual" o "peculiar", elegido por la estructura inusual de los miembros anteriores. Las expediciones polaco-mongoles fueron notables por ser lideradas por mujeres, entre las primeras en nombrar  dinosaurios. El número de espécimen original del holotipo fue ZpPal MgD-I/6, pero desde entonces ha sido re-catalogado como MPC-D 100/18.

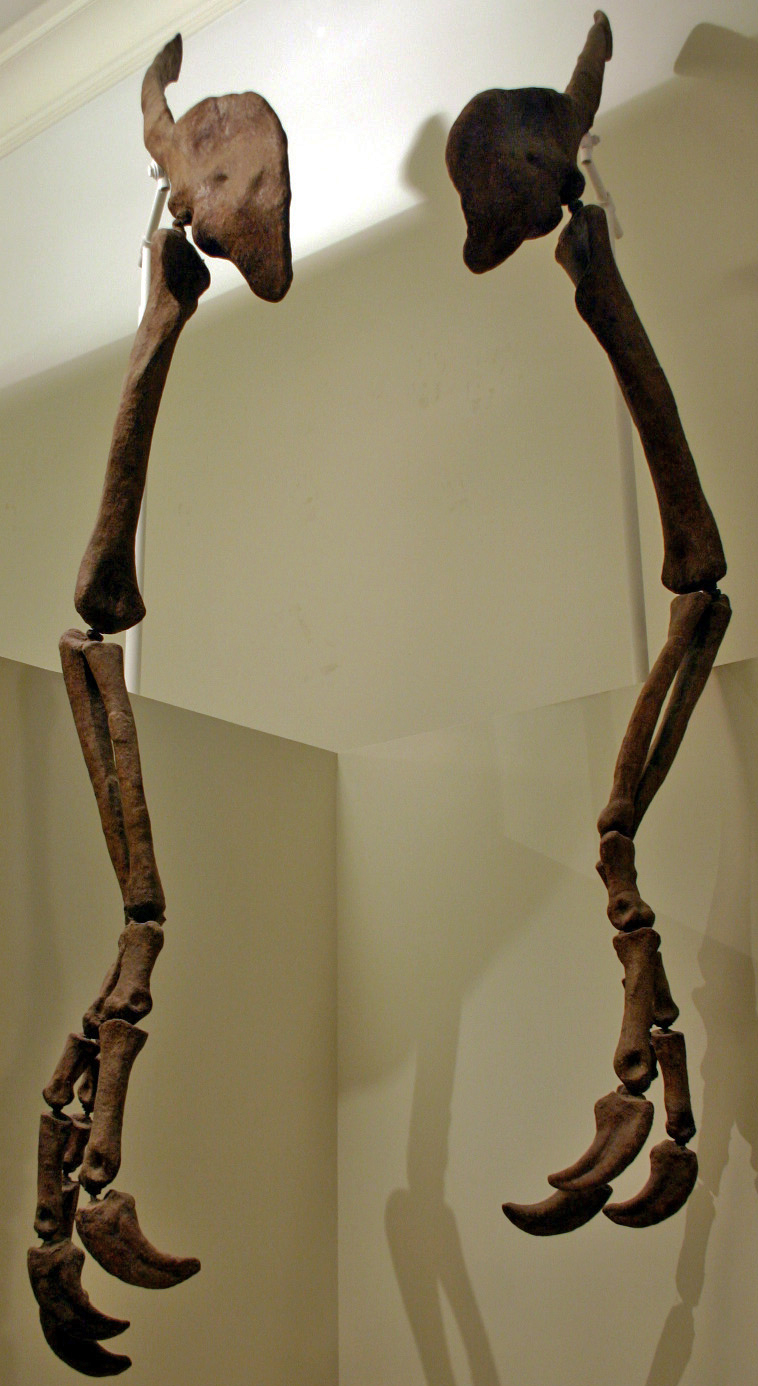
Copia de los brazos de Deinocheirus mirificus.

La escasez de restos de Deinocheirus conocidas frenó una comprensión profunda del animal durante casi medio siglo y la literatura científica a menudo lo describió como uno de los más "enigmáticos", "misteriosos" y "extraños" de los dinosaurios. Los brazos del holotipo pasaron a formar parte de una exposición itinerante de fósiles de dinosaurios de Mongolia, recorriendo varios países. En 2012,  Phil R. Bell, Philip J. Currie y Yuong-Nam Lee anunciaron el descubrimiento de elementos adicionales del espécimen de holotipo, incluidos fragmentos de gastralia, hallados por un equipo coreano-mongol que reubicaron la  cantera original en 2008. Marcas de mordeduras en dos gastraliasemanas se identificaron como realizadas por un Tarbosaurus  y se propuso que esto explicara el estado disperso y desasociado del holotipo.

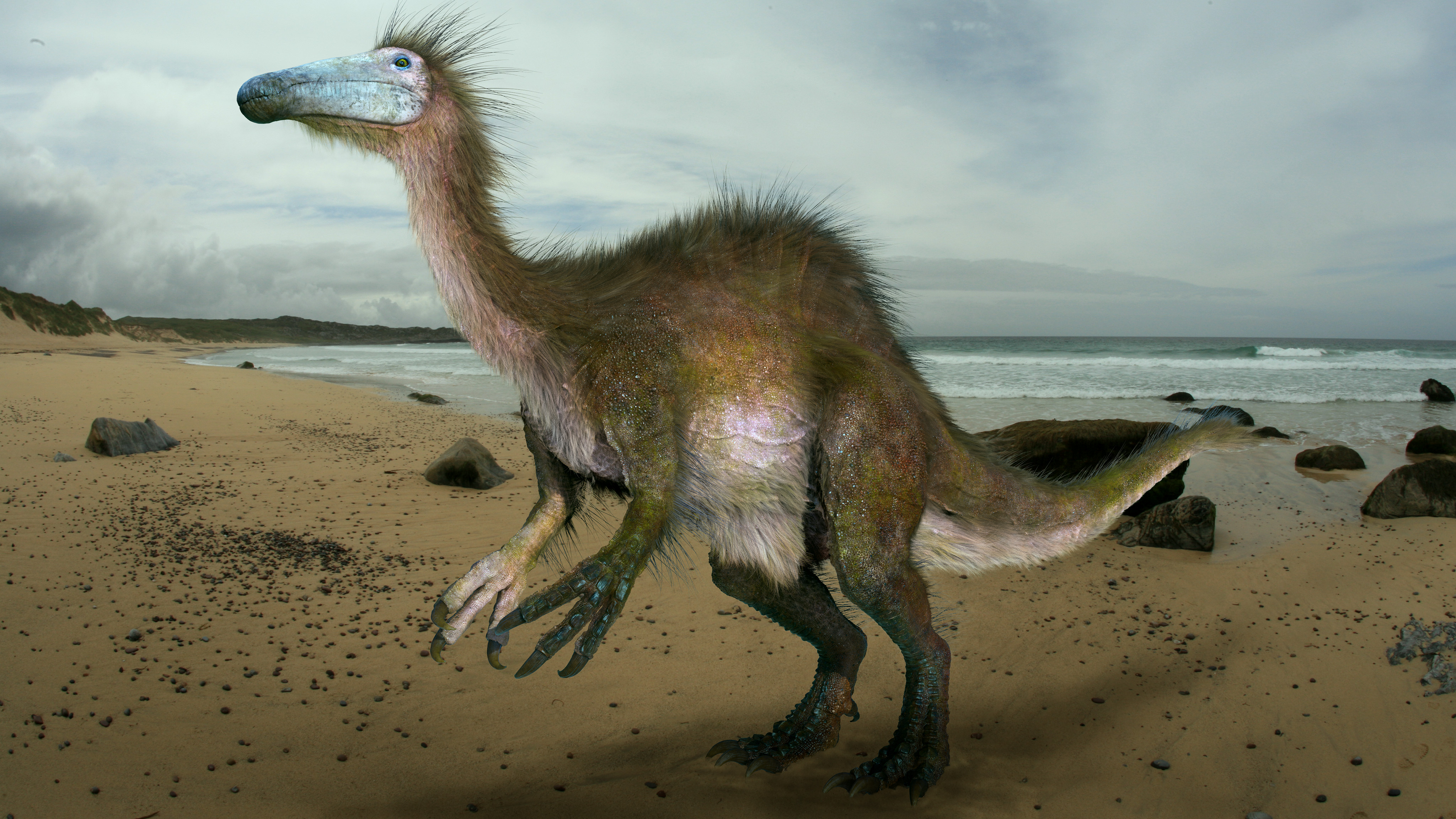
Reconstrucción hipotética de Deinocheirus.

### Nuevos descubrimientos
En 2013, se anunció el descubrimiento de dos nuevos especímenes de Deinocheirus en la conferencia anual de la Sociedad de Paleontología de Vertebrados (SVP) por Lee, Barsbold, Currie y colegas. Alojado en la Academia de Ciencias de Mongolia, a estos dos individuos sin cabeza se les dieron los números de muestra MPC-D 100/127 y MPC-D 100/128. MPC-D 100/128, un espécimen subadulto, fue encontrado por científicos en la localidad de Altan Ula IV,en las coordenadas: 43 ° 36.091'N 100 ° 27.066'E, de la Formación Nemegt durante la Expedición Internacional de Dinosaurios coreana - mongola en 2006, pero ya había sido dañado por los cazadores furtivos de fósiles . El segundo espécimen, MPC-D 100/127, fue encontrado por científicos en la localidad de Bugiin Tsav, en lascoordenadas: 43 ° 54.025'N 99 ° 58.359'E, en 2009. Es ligeramente más grande que el holotipo, y podría identificarse claramente como Deinocheirus por su extremidad anterior izquierda, y por lo tanto ayudó a identificar el espécimen recogido anteriormente como Deinocheirus. El espécimen también había sido excavado por cazadores furtivos, que se le habían quitado el cráneo, las manos y los pies, pero habían dejado un solo hueso del dedo del pie. Probablemente fue saqueado después de 2002, según el dinero que quedó en la cantera. Los cráneos, los huesos de las garras y los dientes a menudo son selectivamente atacados por los cazadores furtivos a expensas del resto de los esqueletos, que a menudo son vandalizados, debido a su capacidad de venta. Currie declaró en una entrevista que era una política de su equipo investigar canteras después de haber sido saqueadas y recuperar algo importante, y que encontrar nuevos fósiles de Deinocheirus era motivo de celebración, incluso sin las partes robadas. Un modelo virtual de Deinocheirus revelado en la presentación del SVP trajo aplausos de la multitud de paleontólogos asistentes, y el paleontólogo escocés Stephen L. Brusatte afirmó que nunca se había sentido tan sorprendido con una charla SVP, aunque se presentan rutinariamente nuevos fósiles en la conferencia.

### Recuperación de los elementos  saqueados
Después de que se anunciaran los nuevos especímenes, se rumoreaba que un cráneo saqueado había llegado a un museo europeo a través del mercado negro. Los elementos robados fueron descubiertos en una colección privada europea por el comerciante de fósiles francés François Escuillé, quien notificó sobre ellos al paleontólogo belga Pascal Godefroit en 2011. Sospechando que los restos pertenecían a Deinocheirus contactaron al equipo coreano-mongol. Posteriormente, Escuillé adquirió los fósiles y los donó al Real Instituto Belga de Ciencias Naturales.
 El material recuperado consistía en una calavera, una mano izquierda y pies, que habían sido recolectados en Mongolia, vendidos a un comprador japonés y revendidos a un grupo alemán. El equipo concluyó que estos elementos pertenecían al espécimen MPC-D 100/127, ya que el único hueso sobrante del pie encajaba perfectamente en la matriz no preparada de un pie robado, el hueso y la matriz combinaban en color y debido a que los elementos pertenecían a un individuo del mismo tamaño, sin superposición en los elementos del esqueleto. El 1 de mayo de 2014, los fósiles fueron repatriados a Mongolia por una delegación del Museo Belga, durante una ceremonia celebrada en la Academia de Ciencias de Mongolia. El esqueleto reunido se depositó en el Museo Central de Dinosaurios de Mongolia en Ulán Bator, junto con un esqueleto de Tarbosaurus que también había sido devuelto después de haber sido robado. El paleontólogo estadounidense Thomas R. Holtz declaró en una entrevista que el nuevo Deinocheirus parece el "producto de una historia de amor secreta entre un hadrosaurio y un Gallimimus".
Combinado con los elementos robados recuperados, ambos especímenes nuevos representan casi todo el esqueleto de Deinocheirus, ya que MPC-D 100/127 incluye la mayor parte del material en especial las vértebras dorsal media, la mayoría de las vértebras caudales y la extremidad anterior derecha. El MPC-D 100/128 rellena la mayoría de los espacios del otro esqueleto, con casi todas las vértebras dorsal y caudal, el ilion, un isquion parcial y la mayor parte de la extremidad posterior izquierda. En 2014, Lee, Barsbold, Currie, Yoshitsugu Kobayashi, Hang-Jae Lee Lee, Godefroit, Escuillié y Tsogtbaatar Chinzorig describieron los especímenes en la revista Nature. Se informó una serie similar de eventos a principios de 2014 con Spinosaurus, otro terópodo con vela en la espalda que solo se conocía de pocos restos desde 1912. Los restos conocidos se reunieron con especímenes obtenidos por científicos, y se demostró que Spinosaurus era bastante diferente de otros espinosáuridos, ambos animales muestran estilos de vida y formas corporales muy distintas a los de sus parientes cercanos.  Desde 2017, el gobierno de Mongolia ha incrementado sus esfuerzos para confiscar fósiles robados por recolectores furtivos y repatriarlos, pero probar su procedencia se ha convertido en una preocupación científica y política. Por lo tanto, un estudio probó la posibilidad de identificar fósiles por métodos geoquímicos, utilizado en Deinocheirus y otros dinosaurios Nemegt como ejemplos.

## Clasificación

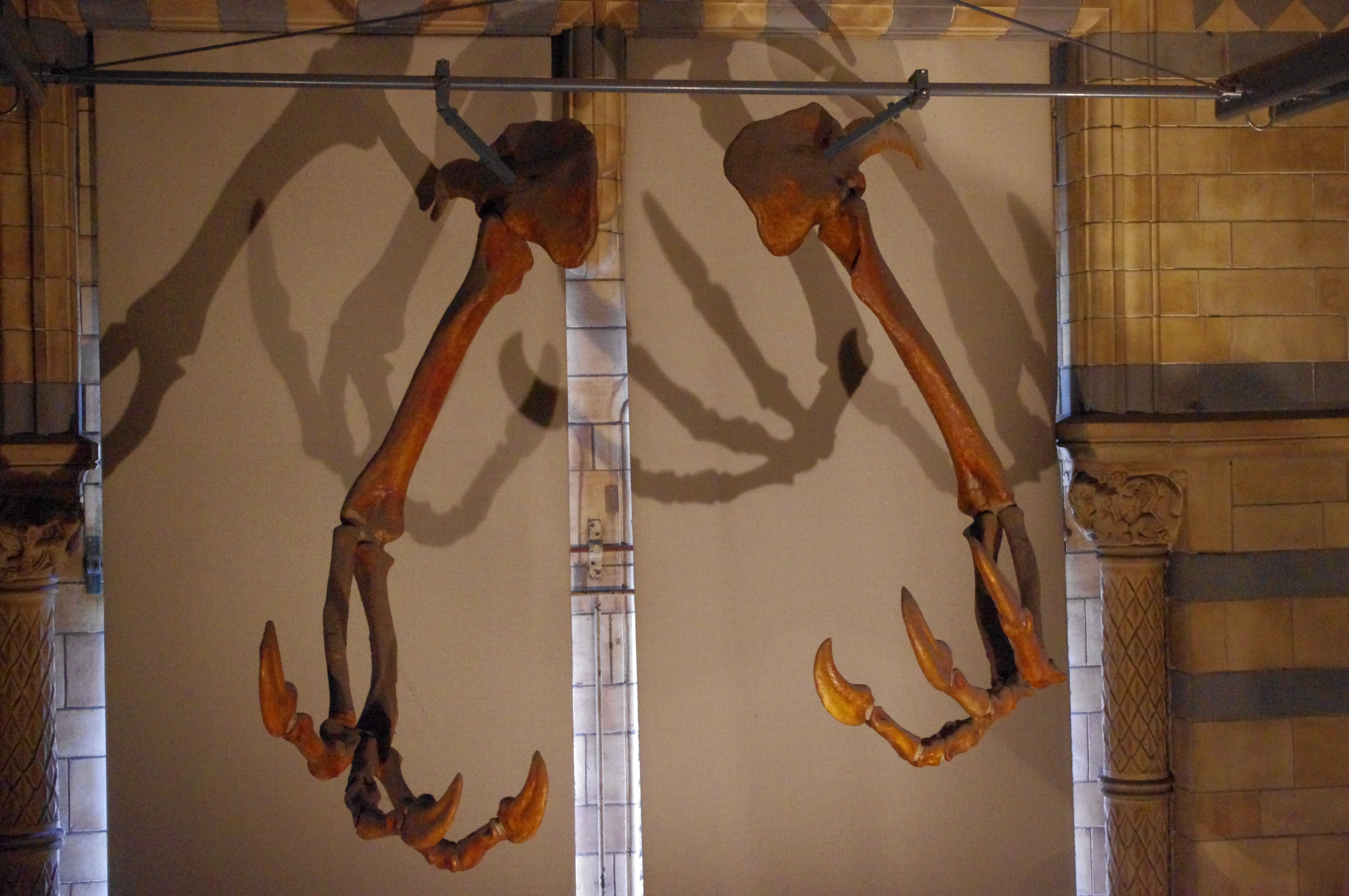
Brazos de Deinocheirus.

Cuando Deinocheirus solo se conocía de las extremidades anteriores originales, su relación taxonómica era difícil de determinar, y se propusieron varias hipótesis. Osmólska y Roniewicz inicialmente concluyeron que Deinocheirus no pertenecía a ninguna familia de terópodos ya nombrada, por lo que crearon una nueva familia monotípica Deinocheiridae, ubicada en el infraorden Carnosauria. Esto se debió a los huesos de gran tamaño y de paredes gruesas, pero también encontraron algunas similitudes con Ornithomimus y, en menor medida, con Allosaurus. Osmólska y Roniewicz también especularon que posiblemente "constituye un nexo entre Carnosauria y Coelurosauria". Dentro de Carnosauria, asignaron la familia Deinocheiridae tentativamente a la superfamilia Megalosauroidea, la cual actualmente ya no se considera como parte de Carnosauria, básicamente porque no era obviamente un miembro de Tyrannosauroidea ya que los tiranosáuridos se caracterizan por la reducción de los miembros delanteros. En 1971, John Ostrom propuso por primera vez que Deinocheirus pertenecía a Ornithomimosauria, aunque señaló que contenía caracteres ornitomiosaurianos y no ornitomimosaurianos.  En 1976, Rhinchen Barsbold nombró el orden Deinocheirosauria, que debía incluir los géneros supuestamente relacionados Deinocheirus y Therizinosaurus. Kobayashi y Rinchen Barsbold incluyeron a Deinocheirus en varios análisis cladísticos recientes de los terópodos y aunque no podían resolver sus relaciones exactas, observaron un cierto soporte para que sea considerado un posible ornitomimosaurio. Una relación entre Deinocheirus y los tericinosaurídos de brazos largos fue apoyada por algunos escritores posteriores, pero no se consideran estrechamente relacionados hoy.
En 2004, Peter Makovicky, Kobayashi y Currie señalaron que Deinocheirus era probablemente un primitivo ornitomimosauriano, ya que carecía de algunas de las características típicas de la familia Ornithomimidae. Los rasgos primitivos incluyen sus garras recurvadas, la baja relación húmero-escápula y la falta de sindesmosis. Un estudio de 2006 de Kobayashi y Barsbold encontró que Deinocheirus era posiblemente el ornitomimosaurio más primitivo, pero no pudo resolver aún más sus afinidades, debido a la falta de elementos de cráneo y extremidades posteriores. Un análisis cladístico que acompaña la descripción de 2014 de los dos especímenes mucho más completos encontró que Deinocheirus formó un clado con Garudimimus y Beishanlong, que por lo tanto se incluyeron en Deinocheiridae.

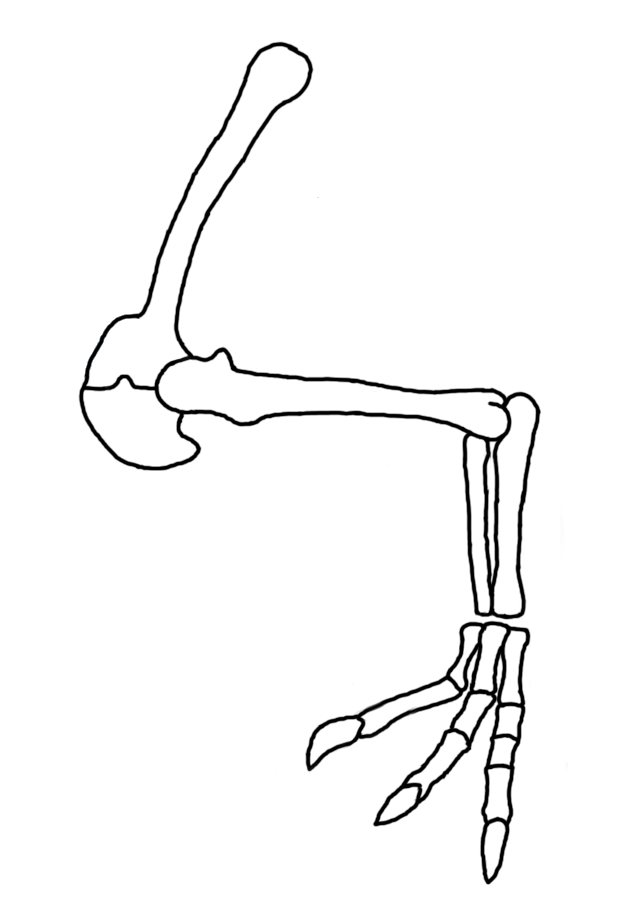
Ilustración de un miembro.

El estudio de 2014 definió a Deinocheiridae como un clado que incluye todos los taxones con un ancestro común más reciente con Deinocheirus mirificus que con Ornithomimus velox. Los tres miembros comparten varias características anatómicas en las extremidades. El cladograma de 2014 sugirió que los ornitomimosaurios divergieron en dos linajes principales en el Cretácico Inferior; Deinocheiridae y Ornithomimidae. A diferencia de otros ornithomimosaurianos, los deinocheiriídos no fueron creados para correr. Las peculiaridades anatómicas de Deinocheirus en comparación con otros ornitomimosaurios mucho más pequeños pueden explicarse en gran parte por su tamaño y peso mucho mayores. Deinocheirids y los ornithomimids más pequeños no tenían dientes, a diferencia de los ornithomimosaurs más primitivos.

### Filogenia
El siguiente cladograma de basa en realizado en 2014 por Barsbold et al.

|         | Beishanlong                                                  |
|         |                                                              |
| unnamed | \| \| Garudimimus \| \| \| \| \| \| Deinocheirus \| \| \| \| |
|         | \| \| Garudimimus \| \| \| \| \| \| Deinocheirus \| \| \| \| |
|         | Garudimimus                                                  |
|         |                                                              |
|         | Deinocheirus                                                 |
|         |                                                              |

|  | Garudimimus  |
|  |              |
|  | Deinocheirus |
|  |              |

|         | Gallimimus                                                     |
|         |                                                                |
| unnamed | \| \| Ornithomimus \| \| \| \| \| \| Struthiomimus \| \| \| \| |
|         | \| \| Ornithomimus \| \| \| \| \| \| Struthiomimus \| \| \| \| |
|         | Ornithomimus                                                   |
|         |                                                                |
|         | Struthiomimus                                                  |
|         |                                                                |

|  | Ornithomimus  |
|  |               |
|  | Struthiomimus |
|  |               |

|         | Gallimimus                                                     |
|         |                                                                |
| unnamed | \| \| Ornithomimus \| \| \| \| \| \| Struthiomimus \| \| \| \| |
|         | \| \| Ornithomimus \| \| \| \| \| \| Struthiomimus \| \| \| \| |
|         | Ornithomimus                                                   |
|         |                                                                |
|         | Struthiomimus                                                  |
|         |                                                                |

|  | Ornithomimus  |
|  |               |
|  | Struthiomimus |
|  |               |

|         | Beishanlong                                                  |
|         |                                                              |
| unnamed | \| \| Garudimimus \| \| \| \| \| \| Deinocheirus \| \| \| \| |
|         | \| \| Garudimimus \| \| \| \| \| \| Deinocheirus \| \| \| \| |
|         | Garudimimus                                                  |
|         |                                                              |
|         | Deinocheirus                                                 |
|         |                                                              |

|  | Garudimimus  |
|  |              |
|  | Deinocheirus |
|  |              |

|         | Gallimimus                                                     |
|         |                                                                |
| unnamed | \| \| Ornithomimus \| \| \| \| \| \| Struthiomimus \| \| \| \| |
|         | \| \| Ornithomimus \| \| \| \| \| \| Struthiomimus \| \| \| \| |
|         | Ornithomimus                                                   |
|         |                                                                |
|         | Struthiomimus                                                  |
|         |                                                                |

|  | Ornithomimus  |
|  |               |
|  | Struthiomimus |
|  |               |

|         | Gallimimus                                                     |
|         |                                                                |
| unnamed | \| \| Ornithomimus \| \| \| \| \| \| Struthiomimus \| \| \| \| |
|         | \| \| Ornithomimus \| \| \| \| \| \| Struthiomimus \| \| \| \| |
|         | Ornithomimus                                                   |
|         |                                                                |
|         | Struthiomimus                                                  |
|         |                                                                |

|  | Ornithomimus  |
|  |               |
|  | Struthiomimus |
|  |               |

|         | Beishanlong                                                  |
|         |                                                              |
| unnamed | \| \| Garudimimus \| \| \| \| \| \| Deinocheirus \| \| \| \| |
|         | \| \| Garudimimus \| \| \| \| \| \| Deinocheirus \| \| \| \| |
|         | Garudimimus                                                  |
|         |                                                              |
|         | Deinocheirus                                                 |
|         |                                                              |

|  | Garudimimus  |
|  |              |
|  | Deinocheirus |
|  |              |

|         | Gallimimus                                                     |
|         |                                                                |
| unnamed | \| \| Ornithomimus \| \| \| \| \| \| Struthiomimus \| \| \| \| |
|         | \| \| Ornithomimus \| \| \| \| \| \| Struthiomimus \| \| \| \| |
|         | Ornithomimus                                                   |
|         |                                                                |
|         | Struthiomimus                                                  |
|         |                                                                |

|  | Ornithomimus  |
|  |               |
|  | Struthiomimus |
|  |               |

|         | Gallimimus                                                     |
|         |                                                                |
| unnamed | \| \| Ornithomimus \| \| \| \| \| \| Struthiomimus \| \| \| \| |
|         | \| \| Ornithomimus \| \| \| \| \| \| Struthiomimus \| \| \| \| |
|         | Ornithomimus                                                   |
|         |                                                                |
|         | Struthiomimus                                                  |
|         |                                                                |

|  | Ornithomimus  |
|  |               |
|  | Struthiomimus |
|  |               |

|         | Beishanlong                                                  |
|         |                                                              |
| unnamed | \| \| Garudimimus \| \| \| \| \| \| Deinocheirus \| \| \| \| |
|         | \| \| Garudimimus \| \| \| \| \| \| Deinocheirus \| \| \| \| |
|         | Garudimimus                                                  |
|         |                                                              |
|         | Deinocheirus                                                 |
|         |                                                              |

|  | Garudimimus  |
|  |              |
|  | Deinocheirus |
|  |              |

|         | Gallimimus                                                     |
|         |                                                                |
| unnamed | \| \| Ornithomimus \| \| \| \| \| \| Struthiomimus \| \| \| \| |
|         | \| \| Ornithomimus \| \| \| \| \| \| Struthiomimus \| \| \| \| |
|         | Ornithomimus                                                   |
|         |                                                                |
|         | Struthiomimus                                                  |
|         |                                                                |

|  | Ornithomimus  |
|  |               |
|  | Struthiomimus |
|  |               |

|         | Gallimimus                                                     |
|         |                                                                |
| unnamed | \| \| Ornithomimus \| \| \| \| \| \| Struthiomimus \| \| \| \| |
|         | \| \| Ornithomimus \| \| \| \| \| \| Struthiomimus \| \| \| \| |
|         | Ornithomimus                                                   |
|         |                                                                |
|         | Struthiomimus                                                  |
|         |                                                                |

|  | Ornithomimus  |
|  |               |
|  | Struthiomimus |
|  |               |

|         | Beishanlong                                                  |
|         |                                                              |
| unnamed | \| \| Garudimimus \| \| \| \| \| \| Deinocheirus \| \| \| \| |
|         | \| \| Garudimimus \| \| \| \| \| \| Deinocheirus \| \| \| \| |
|         | Garudimimus                                                  |
|         |                                                              |
|         | Deinocheirus                                                 |
|         |                                                              |

|  | Garudimimus  |
|  |              |
|  | Deinocheirus |
|  |              |

|         | Gallimimus                                                     |
|         |                                                                |
| unnamed | \| \| Ornithomimus \| \| \| \| \| \| Struthiomimus \| \| \| \| |
|         | \| \| Ornithomimus \| \| \| \| \| \| Struthiomimus \| \| \| \| |
|         | Ornithomimus                                                   |
|         |                                                                |
|         | Struthiomimus                                                  |
|         |                                                                |

|  | Ornithomimus  |
|  |               |
|  | Struthiomimus |
|  |               |

|         | Gallimimus                                                     |
|         |                                                                |
| unnamed | \| \| Ornithomimus \| \| \| \| \| \| Struthiomimus \| \| \| \| |
|         | \| \| Ornithomimus \| \| \| \| \| \| Struthiomimus \| \| \| \| |
|         | Ornithomimus                                                   |
|         |                                                                |
|         | Struthiomimus                                                  |
|         |                                                                |

|  | Ornithomimus  |
|  |               |
|  | Struthiomimus |
|  |               |

|         | Beishanlong                                                  |
|         |                                                              |
| unnamed | \| \| Garudimimus \| \| \| \| \| \| Deinocheirus \| \| \| \| |
|         | \| \| Garudimimus \| \| \| \| \| \| Deinocheirus \| \| \| \| |
|         | Garudimimus                                                  |
|         |                                                              |
|         | Deinocheirus                                                 |
|         |                                                              |

|  | Garudimimus  |
|  |              |
|  | Deinocheirus |
|  |              |

|         | Gallimimus                                                     |
|         |                                                                |
| unnamed | \| \| Ornithomimus \| \| \| \| \| \| Struthiomimus \| \| \| \| |
|         | \| \| Ornithomimus \| \| \| \| \| \| Struthiomimus \| \| \| \| |
|         | Ornithomimus                                                   |
|         |                                                                |
|         | Struthiomimus                                                  |
|         |                                                                |

|  | Ornithomimus  |
|  |               |
|  | Struthiomimus |
|  |               |

|         | Gallimimus                                                     |
|         |                                                                |
| unnamed | \| \| Ornithomimus \| \| \| \| \| \| Struthiomimus \| \| \| \| |
|         | \| \| Ornithomimus \| \| \| \| \| \| Struthiomimus \| \| \| \| |
|         | Ornithomimus                                                   |
|         |                                                                |
|         | Struthiomimus                                                  |
|         |                                                                |

|  | Ornithomimus  |
|  |               |
|  | Struthiomimus |
|  |               |

|         | Beishanlong                                                  |
|         |                                                              |
| unnamed | \| \| Garudimimus \| \| \| \| \| \| Deinocheirus \| \| \| \| |
|         | \| \| Garudimimus \| \| \| \| \| \| Deinocheirus \| \| \| \| |
|         | Garudimimus                                                  |
|         |                                                              |
|         | Deinocheirus                                                 |
|         |                                                              |

|  | Garudimimus  |
|  |              |
|  | Deinocheirus |
|  |              |

|         | Gallimimus                                                     |
|         |                                                                |
| unnamed | \| \| Ornithomimus \| \| \| \| \| \| Struthiomimus \| \| \| \| |
|         | \| \| Ornithomimus \| \| \| \| \| \| Struthiomimus \| \| \| \| |
|         | Ornithomimus                                                   |
|         |                                                                |
|         | Struthiomimus                                                  |
|         |                                                                |

|  | Ornithomimus  |
|  |               |
|  | Struthiomimus |
|  |               |

|         | Gallimimus                                                     |
|         |                                                                |
| unnamed | \| \| Ornithomimus \| \| \| \| \| \| Struthiomimus \| \| \| \| |
|         | \| \| Ornithomimus \| \| \| \| \| \| Struthiomimus \| \| \| \| |
|         | Ornithomimus                                                   |
|         |                                                                |
|         | Struthiomimus                                                  |
|         |                                                                |

|  | Ornithomimus  |
|  |               |
|  | Struthiomimus |
|  |               |

|         | Beishanlong                                                  |
|         |                                                              |
| unnamed | \| \| Garudimimus \| \| \| \| \| \| Deinocheirus \| \| \| \| |
|         | \| \| Garudimimus \| \| \| \| \| \| Deinocheirus \| \| \| \| |
|         | Garudimimus                                                  |
|         |                                                              |
|         | Deinocheirus                                                 |
|         |                                                              |

|  | Garudimimus  |
|  |              |
|  | Deinocheirus |
|  |              |

|         | Gallimimus                                                     |
|         |                                                                |
| unnamed | \| \| Ornithomimus \| \| \| \| \| \| Struthiomimus \| \| \| \| |
|         | \| \| Ornithomimus \| \| \| \| \| \| Struthiomimus \| \| \| \| |
|         | Ornithomimus                                                   |
|         |                                                                |
|         | Struthiomimus                                                  |
|         |                                                                |

|  | Ornithomimus  |
|  |               |
|  | Struthiomimus |
|  |               |

|         | Gallimimus                                                     |
|         |                                                                |
| unnamed | \| \| Ornithomimus \| \| \| \| \| \| Struthiomimus \| \| \| \| |
|         | \| \| Ornithomimus \| \| \| \| \| \| Struthiomimus \| \| \| \| |
|         | Ornithomimus                                                   |
|         |                                                                |
|         | Struthiomimus                                                  |
|         |                                                                |

|  | Ornithomimus  |
|  |               |
|  | Struthiomimus |
|  |               |

|         | Beishanlong                                                  |
|         |                                                              |
| unnamed | \| \| Garudimimus \| \| \| \| \| \| Deinocheirus \| \| \| \| |
|         | \| \| Garudimimus \| \| \| \| \| \| Deinocheirus \| \| \| \| |
|         | Garudimimus                                                  |
|         |                                                              |
|         | Deinocheirus                                                 |
|         |                                                              |

|  | Garudimimus  |
|  |              |
|  | Deinocheirus |
|  |              |

|         | Gallimimus                                                     |
|         |                                                                |
| unnamed | \| \| Ornithomimus \| \| \| \| \| \| Struthiomimus \| \| \| \| |
|         | \| \| Ornithomimus \| \| \| \| \| \| Struthiomimus \| \| \| \| |
|         | Ornithomimus                                                   |
|         |                                                                |
|         | Struthiomimus                                                  |
|         |                                                                |

|  | Ornithomimus  |
|  |               |
|  | Struthiomimus |
|  |               |

|         | Gallimimus                                                     |
|         |                                                                |
| unnamed | \| \| Ornithomimus \| \| \| \| \| \| Struthiomimus \| \| \| \| |
|         | \| \| Ornithomimus \| \| \| \| \| \| Struthiomimus \| \| \| \| |
|         | Ornithomimus                                                   |
|         |                                                                |
|         | Struthiomimus                                                  |
|         |                                                                |

|  | Ornithomimus  |
|  |               |
|  | Struthiomimus |
|  |               |

|         | Beishanlong                                                  |
|         |                                                              |
| unnamed | \| \| Garudimimus \| \| \| \| \| \| Deinocheirus \| \| \| \| |
|         | \| \| Garudimimus \| \| \| \| \| \| Deinocheirus \| \| \| \| |
|         | Garudimimus                                                  |
|         |                                                              |
|         | Deinocheirus                                                 |
|         |                                                              |

|  | Garudimimus  |
|  |              |
|  | Deinocheirus |
|  |              |

|         | Gallimimus                                                     |
|         |                                                                |
| unnamed | \| \| Ornithomimus \| \| \| \| \| \| Struthiomimus \| \| \| \| |
|         | \| \| Ornithomimus \| \| \| \| \| \| Struthiomimus \| \| \| \| |
|         | Ornithomimus                                                   |
|         |                                                                |
|         | Struthiomimus                                                  |
|         |                                                                |

|  | Ornithomimus  |
|  |               |
|  | Struthiomimus |
|  |               |

|         | Gallimimus                                                     |
|         |                                                                |
| unnamed | \| \| Ornithomimus \| \| \| \| \| \| Struthiomimus \| \| \| \| |
|         | \| \| Ornithomimus \| \| \| \| \| \| Struthiomimus \| \| \| \| |
|         | Ornithomimus                                                   |
|         |                                                                |
|         | Struthiomimus                                                  |
|         |                                                                |

|  | Ornithomimus  |
|  |               |
|  | Struthiomimus |
|  |               |

|         | Beishanlong                                                  |
|         |                                                              |
| unnamed | \| \| Garudimimus \| \| \| \| \| \| Deinocheirus \| \| \| \| |
|         | \| \| Garudimimus \| \| \| \| \| \| Deinocheirus \| \| \| \| |
|         | Garudimimus                                                  |
|         |                                                              |
|         | Deinocheirus                                                 |
|         |                                                              |

|  | Garudimimus  |
|  |              |
|  | Deinocheirus |
|  |              |

|         | Gallimimus                                                     |
|         |                                                                |
| unnamed | \| \| Ornithomimus \| \| \| \| \| \| Struthiomimus \| \| \| \| |
|         | \| \| Ornithomimus \| \| \| \| \| \| Struthiomimus \| \| \| \| |
|         | Ornithomimus                                                   |
|         |                                                                |
|         | Struthiomimus                                                  |
|         |                                                                |

|  | Ornithomimus  |
|  |               |
|  | Struthiomimus |
|  |               |

|         | Gallimimus                                                     |
|         |                                                                |
| unnamed | \| \| Ornithomimus \| \| \| \| \| \| Struthiomimus \| \| \| \| |
|         | \| \| Ornithomimus \| \| \| \| \| \| Struthiomimus \| \| \| \| |
|         | Ornithomimus                                                   |
|         |                                                                |
|         | Struthiomimus                                                  |
|         |                                                                |

|  | Ornithomimus  |
|  |               |
|  | Struthiomimus |
|  |               |

|         | Beishanlong                                                  |
|         |                                                              |
| unnamed | \| \| Garudimimus \| \| \| \| \| \| Deinocheirus \| \| \| \| |
|         | \| \| Garudimimus \| \| \| \| \| \| Deinocheirus \| \| \| \| |
|         | Garudimimus                                                  |
|         |                                                              |
|         | Deinocheirus                                                 |
|         |                                                              |

|  | Garudimimus  |
|  |              |
|  | Deinocheirus |
|  |              |

|         | Gallimimus                                                     |
|         |                                                                |
| unnamed | \| \| Ornithomimus \| \| \| \| \| \| Struthiomimus \| \| \| \| |
|         | \| \| Ornithomimus \| \| \| \| \| \| Struthiomimus \| \| \| \| |
|         | Ornithomimus                                                   |
|         |                                                                |
|         | Struthiomimus                                                  |
|         |                                                                |

|  | Ornithomimus  |
|  |               |
|  | Struthiomimus |
|  |               |

|         | Gallimimus                                                     |
|         |                                                                |
| unnamed | \| \| Ornithomimus \| \| \| \| \| \| Struthiomimus \| \| \| \| |
|         | \| \| Ornithomimus \| \| \| \| \| \| Struthiomimus \| \| \| \| |
|         | Ornithomimus                                                   |
|         |                                                                |
|         | Struthiomimus                                                  |
|         |                                                                |

|  | Ornithomimus  |
|  |               |
|  | Struthiomimus |
|  |               |

|         | Beishanlong                                                  |
|         |                                                              |
| unnamed | \| \| Garudimimus \| \| \| \| \| \| Deinocheirus \| \| \| \| |
|         | \| \| Garudimimus \| \| \| \| \| \| Deinocheirus \| \| \| \| |
|         | Garudimimus                                                  |
|         |                                                              |
|         | Deinocheirus                                                 |
|         |                                                              |

|  | Garudimimus  |
|  |              |
|  | Deinocheirus |
|  |              |

|         | Gallimimus                                                     |
|         |                                                                |
| unnamed | \| \| Ornithomimus \| \| \| \| \| \| Struthiomimus \| \| \| \| |
|         | \| \| Ornithomimus \| \| \| \| \| \| Struthiomimus \| \| \| \| |
|         | Ornithomimus                                                   |
|         |                                                                |
|         | Struthiomimus                                                  |
|         |                                                                |

|  | Ornithomimus  |
|  |               |
|  | Struthiomimus |
|  |               |

|         | Gallimimus                                                     |
|         |                                                                |
| unnamed | \| \| Ornithomimus \| \| \| \| \| \| Struthiomimus \| \| \| \| |
|         | \| \| Ornithomimus \| \| \| \| \| \| Struthiomimus \| \| \| \| |
|         | Ornithomimus                                                   |
|         |                                                                |
|         | Struthiomimus                                                  |
|         |                                                                |

|  | Ornithomimus  |
|  |               |
|  | Struthiomimus |
|  |               |

|         | Beishanlong                                                  |
|         |                                                              |
| unnamed | \| \| Garudimimus \| \| \| \| \| \| Deinocheirus \| \| \| \| |
|         | \| \| Garudimimus \| \| \| \| \| \| Deinocheirus \| \| \| \| |
|         | Garudimimus                                                  |
|         |                                                              |
|         | Deinocheirus                                                 |
|         |                                                              |

|  | Garudimimus  |
|  |              |
|  | Deinocheirus |
|  |              |

|         | Gallimimus                                                     |
|         |                                                                |
| unnamed | \| \| Ornithomimus \| \| \| \| \| \| Struthiomimus \| \| \| \| |
|         | \| \| Ornithomimus \| \| \| \| \| \| Struthiomimus \| \| \| \| |
|         | Ornithomimus                                                   |
|         |                                                                |
|         | Struthiomimus                                                  |
|         |                                                                |

|  | Ornithomimus  |
|  |               |
|  | Struthiomimus |
|  |               |

|         | Gallimimus                                                     |
|         |                                                                |
| unnamed | \| \| Ornithomimus \| \| \| \| \| \| Struthiomimus \| \| \| \| |
|         | \| \| Ornithomimus \| \| \| \| \| \| Struthiomimus \| \| \| \| |
|         | Ornithomimus                                                   |
|         |                                                                |
|         | Struthiomimus                                                  |
|         |                                                                |

|  | Ornithomimus  |
|  |               |
|  | Struthiomimus |
|  |               |

|         | Beishanlong                                                  |
|         |                                                              |
| unnamed | \| \| Garudimimus \| \| \| \| \| \| Deinocheirus \| \| \| \| |
|         | \| \| Garudimimus \| \| \| \| \| \| Deinocheirus \| \| \| \| |
|         | Garudimimus                                                  |
|         |                                                              |
|         | Deinocheirus                                                 |
|         |                                                              |

|  | Garudimimus  |
|  |              |
|  | Deinocheirus |
|  |              |

|         | Gallimimus                                                     |
|         |                                                                |
| unnamed | \| \| Ornithomimus \| \| \| \| \| \| Struthiomimus \| \| \| \| |
|         | \| \| Ornithomimus \| \| \| \| \| \| Struthiomimus \| \| \| \| |
|         | Ornithomimus                                                   |
|         |                                                                |
|         | Struthiomimus                                                  |
|         |                                                                |

|  | Ornithomimus  |
|  |               |
|  | Struthiomimus |
|  |               |

|         | Gallimimus                                                     |
|         |                                                                |
| unnamed | \| \| Ornithomimus \| \| \| \| \| \| Struthiomimus \| \| \| \| |
|         | \| \| Ornithomimus \| \| \| \| \| \| Struthiomimus \| \| \| \| |
|         | Ornithomimus                                                   |
|         |                                                                |
|         | Struthiomimus                                                  |
|         |                                                                |

|  | Ornithomimus  |
|  |               |
|  | Struthiomimus |
|  |               |

|         | Beishanlong                                                  |
|         |                                                              |
| unnamed | \| \| Garudimimus \| \| \| \| \| \| Deinocheirus \| \| \| \| |
|         | \| \| Garudimimus \| \| \| \| \| \| Deinocheirus \| \| \| \| |
|         | Garudimimus                                                  |
|         |                                                              |
|         | Deinocheirus                                                 |
|         |                                                              |

|  | Garudimimus  |
|  |              |
|  | Deinocheirus |
|  |              |

|         | Gallimimus                                                     |
|         |                                                                |
| unnamed | \| \| Ornithomimus \| \| \| \| \| \| Struthiomimus \| \| \| \| |
|         | \| \| Ornithomimus \| \| \| \| \| \| Struthiomimus \| \| \| \| |
|         | Ornithomimus                                                   |
|         |                                                                |
|         | Struthiomimus                                                  |
|         |                                                                |

|  | Ornithomimus  |
|  |               |
|  | Struthiomimus |
|  |               |

|         | Gallimimus                                                     |
|         |                                                                |
| unnamed | \| \| Ornithomimus \| \| \| \| \| \| Struthiomimus \| \| \| \| |
|         | \| \| Ornithomimus \| \| \| \| \| \| Struthiomimus \| \| \| \| |
|         | Ornithomimus                                                   |
|         |                                                                |
|         | Struthiomimus                                                  |
|         |                                                                |

|  | Ornithomimus  |
|  |               |
|  | Struthiomimus |
|  |               |

|         | Beishanlong                                                  |
|         |                                                              |
| unnamed | \| \| Garudimimus \| \| \| \| \| \| Deinocheirus \| \| \| \| |
|         | \| \| Garudimimus \| \| \| \| \| \| Deinocheirus \| \| \| \| |
|         | Garudimimus                                                  |
|         |                                                              |
|         | Deinocheirus                                                 |
|         |                                                              |

|  | Garudimimus  |
|  |              |
|  | Deinocheirus |
|  |              |

|         | Gallimimus                                                     |
|         |                                                                |
| unnamed | \| \| Ornithomimus \| \| \| \| \| \| Struthiomimus \| \| \| \| |
|         | \| \| Ornithomimus \| \| \| \| \| \| Struthiomimus \| \| \| \| |
|         | Ornithomimus                                                   |
|         |                                                                |
|         | Struthiomimus                                                  |
|         |                                                                |

|  | Ornithomimus  |
|  |               |
|  | Struthiomimus |
|  |               |

|         | Gallimimus                                                     |
|         |                                                                |
| unnamed | \| \| Ornithomimus \| \| \| \| \| \| Struthiomimus \| \| \| \| |
|         | \| \| Ornithomimus \| \| \| \| \| \| Struthiomimus \| \| \| \| |
|         | Ornithomimus                                                   |
|         |                                                                |
|         | Struthiomimus                                                  |
|         |                                                                |

|  | Ornithomimus  |
|  |               |
|  | Struthiomimus |
|  |               |

|         | Beishanlong                                                  |
|         |                                                              |
| unnamed | \| \| Garudimimus \| \| \| \| \| \| Deinocheirus \| \| \| \| |
|         | \| \| Garudimimus \| \| \| \| \| \| Deinocheirus \| \| \| \| |
|         | Garudimimus                                                  |
|         |                                                              |
|         | Deinocheirus                                                 |
|         |                                                              |

|  | Garudimimus  |
|  |              |
|  | Deinocheirus |
|  |              |

|         | Gallimimus                                                     |
|         |                                                                |
| unnamed | \| \| Ornithomimus \| \| \| \| \| \| Struthiomimus \| \| \| \| |
|         | \| \| Ornithomimus \| \| \| \| \| \| Struthiomimus \| \| \| \| |
|         | Ornithomimus                                                   |
|         |                                                                |
|         | Struthiomimus                                                  |
|         |                                                                |

|  | Ornithomimus  |
|  |               |
|  | Struthiomimus |
|  |               |

|         | Gallimimus                                                     |
|         |                                                                |
| unnamed | \| \| Ornithomimus \| \| \| \| \| \| Struthiomimus \| \| \| \| |
|         | \| \| Ornithomimus \| \| \| \| \| \| Struthiomimus \| \| \| \| |
|         | Ornithomimus                                                   |
|         |                                                                |
|         | Struthiomimus                                                  |
|         |                                                                |

|  | Ornithomimus  |
|  |               |
|  | Struthiomimus |
|  |               |

|         | Beishanlong                                                  |
|         |                                                              |
| unnamed | \| \| Garudimimus \| \| \| \| \| \| Deinocheirus \| \| \| \| |
|         | \| \| Garudimimus \| \| \| \| \| \| Deinocheirus \| \| \| \| |
|         | Garudimimus                                                  |
|         |                                                              |
|         | Deinocheirus                                                 |
|         |                                                              |

|  | Garudimimus  |
|  |              |
|  | Deinocheirus |
|  |              |

|         | Gallimimus                                                     |
|         |                                                                |
| unnamed | \| \| Ornithomimus \| \| \| \| \| \| Struthiomimus \| \| \| \| |
|         | \| \| Ornithomimus \| \| \| \| \| \| Struthiomimus \| \| \| \| |
|         | Ornithomimus                                                   |
|         |                                                                |
|         | Struthiomimus                                                  |
|         |                                                                |

|  | Ornithomimus  |
|  |               |
|  | Struthiomimus |
|  |               |

|         | Gallimimus                                                     |
|         |                                                                |
| unnamed | \| \| Ornithomimus \| \| \| \| \| \| Struthiomimus \| \| \| \| |
|         | \| \| Ornithomimus \| \| \| \| \| \| Struthiomimus \| \| \| \| |
|         | Ornithomimus                                                   |
|         |                                                                |
|         | Struthiomimus                                                  |
|         |                                                                |

|  | Ornithomimus  |
|  |               |
|  | Struthiomimus |
|  |               |

|         | Beishanlong                                                  |
|         |                                                              |
| unnamed | \| \| Garudimimus \| \| \| \| \| \| Deinocheirus \| \| \| \| |
|         | \| \| Garudimimus \| \| \| \| \| \| Deinocheirus \| \| \| \| |
|         | Garudimimus                                                  |
|         |                                                              |
|         | Deinocheirus                                                 |
|         |                                                              |

|  | Garudimimus  |
|  |              |
|  | Deinocheirus |
|  |              |

|         | Gallimimus                                                     |
|         |                                                                |
| unnamed | \| \| Ornithomimus \| \| \| \| \| \| Struthiomimus \| \| \| \| |
|         | \| \| Ornithomimus \| \| \| \| \| \| Struthiomimus \| \| \| \| |
|         | Ornithomimus                                                   |
|         |                                                                |
|         | Struthiomimus                                                  |
|         |                                                                |

|  | Ornithomimus  |
|  |               |
|  | Struthiomimus |
|  |               |

|         | Gallimimus                                                     |
|         |                                                                |
| unnamed | \| \| Ornithomimus \| \| \| \| \| \| Struthiomimus \| \| \| \| |
|         | \| \| Ornithomimus \| \| \| \| \| \| Struthiomimus \| \| \| \| |
|         | Ornithomimus                                                   |
|         |                                                                |
|         | Struthiomimus                                                  |
|         |                                                                |

|  | Ornithomimus  |
|  |               |
|  | Struthiomimus |
|  |               |

|         | Beishanlong                                                  |
|         |                                                              |
| unnamed | \| \| Garudimimus \| \| \| \| \| \| Deinocheirus \| \| \| \| |
|         | \| \| Garudimimus \| \| \| \| \| \| Deinocheirus \| \| \| \| |
|         | Garudimimus                                                  |
|         |                                                              |
|         | Deinocheirus                                                 |
|         |                                                              |

|  | Garudimimus  |
|  |              |
|  | Deinocheirus |
|  |              |

|         | Gallimimus                                                     |
|         |                                                                |
| unnamed | \| \| Ornithomimus \| \| \| \| \| \| Struthiomimus \| \| \| \| |
|         | \| \| Ornithomimus \| \| \| \| \| \| Struthiomimus \| \| \| \| |
|         | Ornithomimus                                                   |
|         |                                                                |
|         | Struthiomimus                                                  |
|         |                                                                |

|  | Ornithomimus  |
|  |               |
|  | Struthiomimus |
|  |               |

|         | Gallimimus                                                     |
|         |                                                                |
| unnamed | \| \| Ornithomimus \| \| \| \| \| \| Struthiomimus \| \| \| \| |
|         | \| \| Ornithomimus \| \| \| \| \| \| Struthiomimus \| \| \| \| |
|         | Ornithomimus                                                   |
|         |                                                                |
|         | Struthiomimus                                                  |
|         |                                                                |

|  | Ornithomimus  |
|  |               |
|  | Struthiomimus |
|  |               |

|         | Beishanlong                                                  |
|         |                                                              |
| unnamed | \| \| Garudimimus \| \| \| \| \| \| Deinocheirus \| \| \| \| |
|         | \| \| Garudimimus \| \| \| \| \| \| Deinocheirus \| \| \| \| |
|         | Garudimimus                                                  |
|         |                                                              |
|         | Deinocheirus                                                 |
|         |                                                              |

|  | Garudimimus  |
|  |              |
|  | Deinocheirus |
|  |              |

|         | Gallimimus                                                     |
|         |                                                                |
| unnamed | \| \| Ornithomimus \| \| \| \| \| \| Struthiomimus \| \| \| \| |
|         | \| \| Ornithomimus \| \| \| \| \| \| Struthiomimus \| \| \| \| |
|         | Ornithomimus                                                   |
|         |                                                                |
|         | Struthiomimus                                                  |
|         |                                                                |

|  | Ornithomimus  |
|  |               |
|  | Struthiomimus |
|  |               |

|         | Gallimimus                                                     |
|         |                                                                |
| unnamed | \| \| Ornithomimus \| \| \| \| \| \| Struthiomimus \| \| \| \| |
|         | \| \| Ornithomimus \| \| \| \| \| \| Struthiomimus \| \| \| \| |
|         | Ornithomimus                                                   |
|         |                                                                |
|         | Struthiomimus                                                  |
|         |                                                                |

|  | Ornithomimus  |
|  |               |
|  | Struthiomimus |
|  |               |

|         | Beishanlong                                                  |
|         |                                                              |
| unnamed | \| \| Garudimimus \| \| \| \| \| \| Deinocheirus \| \| \| \| |
|         | \| \| Garudimimus \| \| \| \| \| \| Deinocheirus \| \| \| \| |
|         | Garudimimus                                                  |
|         |                                                              |
|         | Deinocheirus                                                 |
|         |                                                              |

|  | Garudimimus  |
|  |              |
|  | Deinocheirus |
|  |              |

|         | Gallimimus                                                     |
|         |                                                                |
| unnamed | \| \| Ornithomimus \| \| \| \| \| \| Struthiomimus \| \| \| \| |
|         | \| \| Ornithomimus \| \| \| \| \| \| Struthiomimus \| \| \| \| |
|         | Ornithomimus                                                   |
|         |                                                                |
|         | Struthiomimus                                                  |
|         |                                                                |

|  | Ornithomimus  |
|  |               |
|  | Struthiomimus |
|  |               |

|         | Gallimimus                                                     |
|         |                                                                |
| unnamed | \| \| Ornithomimus \| \| \| \| \| \| Struthiomimus \| \| \| \| |
|         | \| \| Ornithomimus \| \| \| \| \| \| Struthiomimus \| \| \| \| |
|         | Ornithomimus                                                   |
|         |                                                                |
|         | Struthiomimus                                                  |
|         |                                                                |

|  | Ornithomimus  |
|  |               |
|  | Struthiomimus |
|  |               |

|         | Beishanlong                                                  |
|         |                                                              |
| unnamed | \| \| Garudimimus \| \| \| \| \| \| Deinocheirus \| \| \| \| |
|         | \| \| Garudimimus \| \| \| \| \| \| Deinocheirus \| \| \| \| |
|         | Garudimimus                                                  |
|         |                                                              |
|         | Deinocheirus                                                 |
|         |                                                              |

|  | Garudimimus  |
|  |              |
|  | Deinocheirus |
|  |              |

|         | Gallimimus                                                     |
|         |                                                                |
| unnamed | \| \| Ornithomimus \| \| \| \| \| \| Struthiomimus \| \| \| \| |
|         | \| \| Ornithomimus \| \| \| \| \| \| Struthiomimus \| \| \| \| |
|         | Ornithomimus                                                   |
|         |                                                                |
|         | Struthiomimus                                                  |
|         |                                                                |

|  | Ornithomimus  |
|  |               |
|  | Struthiomimus |
|  |               |

|         | Gallimimus                                                     |
|         |                                                                |
| unnamed | \| \| Ornithomimus \| \| \| \| \| \| Struthiomimus \| \| \| \| |
|         | \| \| Ornithomimus \| \| \| \| \| \| Struthiomimus \| \| \| \| |
|         | Ornithomimus                                                   |
|         |                                                                |
|         | Struthiomimus                                                  |
|         |                                                                |

|  | Ornithomimus  |
|  |               |
|  | Struthiomimus |
|  |               |

|         | Beishanlong                                                  |
|         |                                                              |
| unnamed | \| \| Garudimimus \| \| \| \| \| \| Deinocheirus \| \| \| \| |
|         | \| \| Garudimimus \| \| \| \| \| \| Deinocheirus \| \| \| \| |
|         | Garudimimus                                                  |
|         |                                                              |
|         | Deinocheirus                                                 |
|         |                                                              |

|  | Garudimimus  |
|  |              |
|  | Deinocheirus |
|  |              |

|         | Gallimimus                                                     |
|         |                                                                |
| unnamed | \| \| Ornithomimus \| \| \| \| \| \| Struthiomimus \| \| \| \| |
|         | \| \| Ornithomimus \| \| \| \| \| \| Struthiomimus \| \| \| \| |
|         | Ornithomimus                                                   |
|         |                                                                |
|         | Struthiomimus                                                  |
|         |                                                                |

|  | Ornithomimus  |
|  |               |
|  | Struthiomimus |
|  |               |

|         | Gallimimus                                                     |
|         |                                                                |
| unnamed | \| \| Ornithomimus \| \| \| \| \| \| Struthiomimus \| \| \| \| |
|         | \| \| Ornithomimus \| \| \| \| \| \| Struthiomimus \| \| \| \| |
|         | Ornithomimus                                                   |
|         |                                                                |
|         | Struthiomimus                                                  |
|         |                                                                |

|  | Ornithomimus  |
|  |               |
|  | Struthiomimus |
|  |               |

|         | Beishanlong                                                  |
|         |                                                              |
| unnamed | \| \| Garudimimus \| \| \| \| \| \| Deinocheirus \| \| \| \| |
|         | \| \| Garudimimus \| \| \| \| \| \| Deinocheirus \| \| \| \| |
|         | Garudimimus                                                  |
|         |                                                              |
|         | Deinocheirus                                                 |
|         |                                                              |

|  | Garudimimus  |
|  |              |
|  | Deinocheirus |
|  |              |

|         | Gallimimus                                                     |
|         |                                                                |
| unnamed | \| \| Ornithomimus \| \| \| \| \| \| Struthiomimus \| \| \| \| |
|         | \| \| Ornithomimus \| \| \| \| \| \| Struthiomimus \| \| \| \| |
|         | Ornithomimus                                                   |
|         |                                                                |
|         | Struthiomimus                                                  |
|         |                                                                |

|  | Ornithomimus  |
|  |               |
|  | Struthiomimus |
|  |               |

|         | Gallimimus                                                     |
|         |                                                                |
| unnamed | \| \| Ornithomimus \| \| \| \| \| \| Struthiomimus \| \| \| \| |
|         | \| \| Ornithomimus \| \| \| \| \| \| Struthiomimus \| \| \| \| |
|         | Ornithomimus                                                   |
|         |                                                                |
|         | Struthiomimus                                                  |
|         |                                                                |

|  | Ornithomimus  |
|  |               |
|  | Struthiomimus |
|  |               |

|         | Beishanlong                                                  |
|         |                                                              |
| unnamed | \| \| Garudimimus \| \| \| \| \| \| Deinocheirus \| \| \| \| |
|         | \| \| Garudimimus \| \| \| \| \| \| Deinocheirus \| \| \| \| |
|         | Garudimimus                                                  |
|         |                                                              |
|         | Deinocheirus                                                 |
|         |                                                              |

|  | Garudimimus  |
|  |              |
|  | Deinocheirus |
|  |              |

|         | Gallimimus                                                     |
|         |                                                                |
| unnamed | \| \| Ornithomimus \| \| \| \| \| \| Struthiomimus \| \| \| \| |
|         | \| \| Ornithomimus \| \| \| \| \| \| Struthiomimus \| \| \| \| |
|         | Ornithomimus                                                   |
|         |                                                                |
|         | Struthiomimus                                                  |
|         |                                                                |

|  | Ornithomimus  |
|  |               |
|  | Struthiomimus |
|  |               |

|         | Gallimimus                                                     |
|         |                                                                |
| unnamed | \| \| Ornithomimus \| \| \| \| \| \| Struthiomimus \| \| \| \| |
|         | \| \| Ornithomimus \| \| \| \| \| \| Struthiomimus \| \| \| \| |
|         | Ornithomimus                                                   |
|         |                                                                |
|         | Struthiomimus                                                  |
|         |                                                                |

|  | Ornithomimus  |
|  |               |
|  | Struthiomimus |
|  |               |

|         | Beishanlong                                                  |
|         |                                                              |
| unnamed | \| \| Garudimimus \| \| \| \| \| \| Deinocheirus \| \| \| \| |
|         | \| \| Garudimimus \| \| \| \| \| \| Deinocheirus \| \| \| \| |
|         | Garudimimus                                                  |
|         |                                                              |
|         | Deinocheirus                                                 |
|         |                                                              |

|  | Garudimimus  |
|  |              |
|  | Deinocheirus |
|  |              |

|         | Gallimimus                                                     |
|         |                                                                |
| unnamed | \| \| Ornithomimus \| \| \| \| \| \| Struthiomimus \| \| \| \| |
|         | \| \| Ornithomimus \| \| \| \| \| \| Struthiomimus \| \| \| \| |
|         | Ornithomimus                                                   |
|         |                                                                |
|         | Struthiomimus                                                  |
|         |                                                                |

|  | Ornithomimus  |
|  |               |
|  | Struthiomimus |
|  |               |

|         | Gallimimus                                                     |
|         |                                                                |
| unnamed | \| \| Ornithomimus \| \| \| \| \| \| Struthiomimus \| \| \| \| |
|         | \| \| Ornithomimus \| \| \| \| \| \| Struthiomimus \| \| \| \| |
|         | Ornithomimus                                                   |
|         |                                                                |
|         | Struthiomimus                                                  |
|         |                                                                |

|  | Ornithomimus  |
|  |               |
|  | Struthiomimus |
|  |               |

|         | Beishanlong                                                  |
|         |                                                              |
| unnamed | \| \| Garudimimus \| \| \| \| \| \| Deinocheirus \| \| \| \| |
|         | \| \| Garudimimus \| \| \| \| \| \| Deinocheirus \| \| \| \| |
|         | Garudimimus                                                  |
|         |                                                              |
|         | Deinocheirus                                                 |
|         |                                                              |

|  | Garudimimus  |
|  |              |
|  | Deinocheirus |
|  |              |

|         | Gallimimus                                                     |
|         |                                                                |
| unnamed | \| \| Ornithomimus \| \| \| \| \| \| Struthiomimus \| \| \| \| |
|         | \| \| Ornithomimus \| \| \| \| \| \| Struthiomimus \| \| \| \| |
|         | Ornithomimus                                                   |
|         |                                                                |
|         | Struthiomimus                                                  |
|         |                                                                |

|  | Ornithomimus  |
|  |               |
|  | Struthiomimus |
|  |               |

|         | Gallimimus                                                     |
|         |                                                                |
| unnamed | \| \| Ornithomimus \| \| \| \| \| \| Struthiomimus \| \| \| \| |
|         | \| \| Ornithomimus \| \| \| \| \| \| Struthiomimus \| \| \| \| |
|         | Ornithomimus                                                   |
|         |                                                                |
|         | Struthiomimus                                                  |
|         |                                                                |

|  | Ornithomimus  |
|  |               |
|  | Struthiomimus |
|  |               |

|         | Beishanlong                                                  |
|         |                                                              |
| unnamed | \| \| Garudimimus \| \| \| \| \| \| Deinocheirus \| \| \| \| |
|         | \| \| Garudimimus \| \| \| \| \| \| Deinocheirus \| \| \| \| |
|         | Garudimimus                                                  |
|         |                                                              |
|         | Deinocheirus                                                 |
|         |                                                              |

|  | Garudimimus  |
|  |              |
|  | Deinocheirus |
|  |              |

|         | Gallimimus                                                     |
|         |                                                                |
| unnamed | \| \| Ornithomimus \| \| \| \| \| \| Struthiomimus \| \| \| \| |
|         | \| \| Ornithomimus \| \| \| \| \| \| Struthiomimus \| \| \| \| |
|         | Ornithomimus                                                   |
|         |                                                                |
|         | Struthiomimus                                                  |
|         |                                                                |

|  | Ornithomimus  |
|  |               |
|  | Struthiomimus |
|  |               |

|         | Gallimimus                                                     |
|         |                                                                |
| unnamed | \| \| Ornithomimus \| \| \| \| \| \| Struthiomimus \| \| \| \| |
|         | \| \| Ornithomimus \| \| \| \| \| \| Struthiomimus \| \| \| \| |
|         | Ornithomimus                                                   |
|         |                                                                |
|         | Struthiomimus                                                  |
|         |                                                                |

|  | Ornithomimus  |
|  |               |
|  | Struthiomimus |
|  |               |

|         | Beishanlong                                                  |
|         |                                                              |
| unnamed | \| \| Garudimimus \| \| \| \| \| \| Deinocheirus \| \| \| \| |
|         | \| \| Garudimimus \| \| \| \| \| \| Deinocheirus \| \| \| \| |
|         | Garudimimus                                                  |
|         |                                                              |
|         | Deinocheirus                                                 |
|         |                                                              |

|  | Garudimimus  |
|  |              |
|  | Deinocheirus |
|  |              |

|         | Gallimimus                                                     |
|         |                                                                |
| unnamed | \| \| Ornithomimus \| \| \| \| \| \| Struthiomimus \| \| \| \| |
|         | \| \| Ornithomimus \| \| \| \| \| \| Struthiomimus \| \| \| \| |
|         | Ornithomimus                                                   |
|         |                                                                |
|         | Struthiomimus                                                  |
|         |                                                                |

|  | Ornithomimus  |
|  |               |
|  | Struthiomimus |
|  |               |

|         | Gallimimus                                                     |
|         |                                                                |
| unnamed | \| \| Ornithomimus \| \| \| \| \| \| Struthiomimus \| \| \| \| |
|         | \| \| Ornithomimus \| \| \| \| \| \| Struthiomimus \| \| \| \| |
|         | Ornithomimus                                                   |
|         |                                                                |
|         | Struthiomimus                                                  |
|         |                                                                |

|  | Ornithomimus  |
|  |               |
|  | Struthiomimus |
|  |               |

|         | Beishanlong                                                  |
|         |                                                              |
| unnamed | \| \| Garudimimus \| \| \| \| \| \| Deinocheirus \| \| \| \| |
|         | \| \| Garudimimus \| \| \| \| \| \| Deinocheirus \| \| \| \| |
|         | Garudimimus                                                  |
|         |                                                              |
|         | Deinocheirus                                                 |
|         |                                                              |

|  | Garudimimus  |
|  |              |
|  | Deinocheirus |
|  |              |

|         | Gallimimus                                                     |
|         |                                                                |
| unnamed | \| \| Ornithomimus \| \| \| \| \| \| Struthiomimus \| \| \| \| |
|         | \| \| Ornithomimus \| \| \| \| \| \| Struthiomimus \| \| \| \| |
|         | Ornithomimus                                                   |
|         |                                                                |
|         | Struthiomimus                                                  |
|         |                                                                |

|  | Ornithomimus  |
|  |               |
|  | Struthiomimus |
|  |               |

|         | Gallimimus                                                     |
|         |                                                                |
| unnamed | \| \| Ornithomimus \| \| \| \| \| \| Struthiomimus \| \| \| \| |
|         | \| \| Ornithomimus \| \| \| \| \| \| Struthiomimus \| \| \| \| |
|         | Ornithomimus                                                   |
|         |                                                                |
|         | Struthiomimus                                                  |
|         |                                                                |

|  | Ornithomimus  |
|  |               |
|  | Struthiomimus |
|  |               |

## Paleobiología
Las garras romas y cortas de Deinocheirus son similares a las del tericinosáurido Alxasaurus, lo que indica que los brazos largos y las garras se usaron para cavar y recolectar plantas. Las garras romas de los pies podrían haber ayudado al animal a no hundirse en el sustrato cuando vadeando. Las robustas extremidades posteriores y la región de la cadera indican que el animal se movió lentamente. El gran tamaño del animal pudo haberlo ayudado contra depredadores como Tarbosaurus, pero a su vez perdió la capacidad de correr de otros ornitomimosaurianos. Las espinas neurales largas y la posible pantalla de cola pueden haberse utilizado para algún tipo de despliegue visual. Deinocheirus era probablemente diurno, es decir, activo durante el día, ya que los anillos escleróticos de los ojos eran relativamente pequeños en comparación con la longitud de su cráneo. La mano tenía una buena movilidad con relación al brazo inferior, pero solo era capaz de un limitado movimiento de flexión, incapaz de cerrarse en agarre.

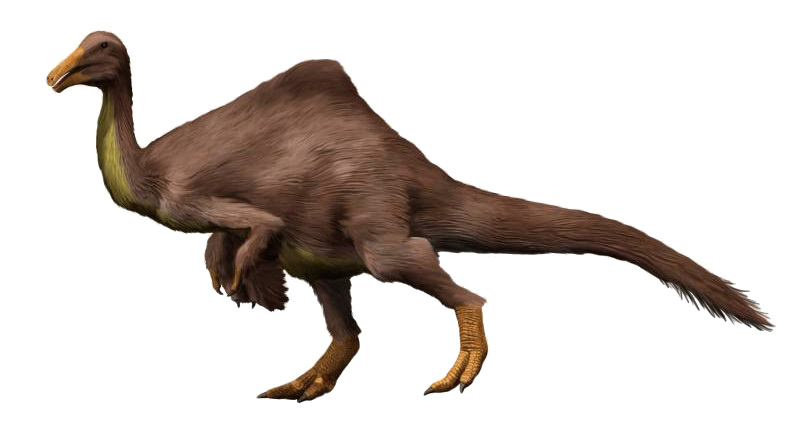
Restauración y comparación del tamaño de ubicación Deinocheirus.

El cerebro de Deinocheirus se reconstruyó a través de tomografías computarizadas y se presentó en la conferencia 2014 de la Sociedad de Paleontología de Vertebrados. El cerebro era globular y de forma similar a la de las aves y los terópodos trodóntidos, el cerebro se expandió de forma similar a la mayoría de los terópodos y los tractos olfatorios fueron relativamente grandes. El cerebro era proporcionalmente pequeño y compacto, y su cociente de encefalización, proporción cerebro-cuerpo, se estimó en 0.69 similar a los reptiles, que es bajo para los terópodos, y similar a los saurópodos. Otros ornitomimosaurianos tienen cerebros proporcionalmente grandes, y el cerebro pequeño de Deinocheirus puede reflejar su comportamiento social o dieta. Su coordinación y equilibrio no habrían sido tan importantes como para los terópodos carnívoros. Un estudio de microestructura ósea presentado en la 13.ª Reunión Anual de la Asociación Europea de Paleontólogos de Vertebrados en 2015 mostró que el Deinocheirus probablemente tenía una tasa metabólica alta y creció rápidamente antes de alcanzar la madurez sexual. En 2015, Akinobu Watanabe y sus colegas encontraron que junto con Archaeornithomimus y Gallimimus, Deinocheirus tenía el esqueleto más neumatizado entre los ornitomimosaurianos. Se piensa que la pneumatización es ventajosa para el vuelo en aves modernas, pero su función en dinosaurios no aviares no se conoce con certeza. Se ha propuesto que la pneumatización se usó para reducir la masa de huesos grandes, asociada con un tamaño gigantesco en el caso de Deinocheirus, que estaba relacionada con un metabolismo elevado , equilibrio durante la locomoción o que se usaba para la termorregulación.

### Dieta
La forma distintiva del cráneo muestra que Deinocheirus tenía una dieta más especializada que otros ornitomimosaurianos. El pico era similar al de los patos , lo que indica que también podría haberse alimentado en el agua o haber deambulado cerca del suelo como algunos saurópodos y hadrosáuridos. Los sitios de fijación para los músculos que abren y cierran las mandíbulas eran muy pequeños en comparación con el tamaño del cráneo, lo que indica que Deinocheirus tenía una fuerza de mordida débil. El cráneo probablemente fue adaptado para cortar el suave sotobosque o la vegetación acuática. La profundidad de la mandíbula inferior indica la presencia de una lengua grande, que podría haber ayudado al animal a chupar el material alimenticio obtenido con el pico ancho cuando forrajeaba en el fondo de cuerpos de agua dulce.

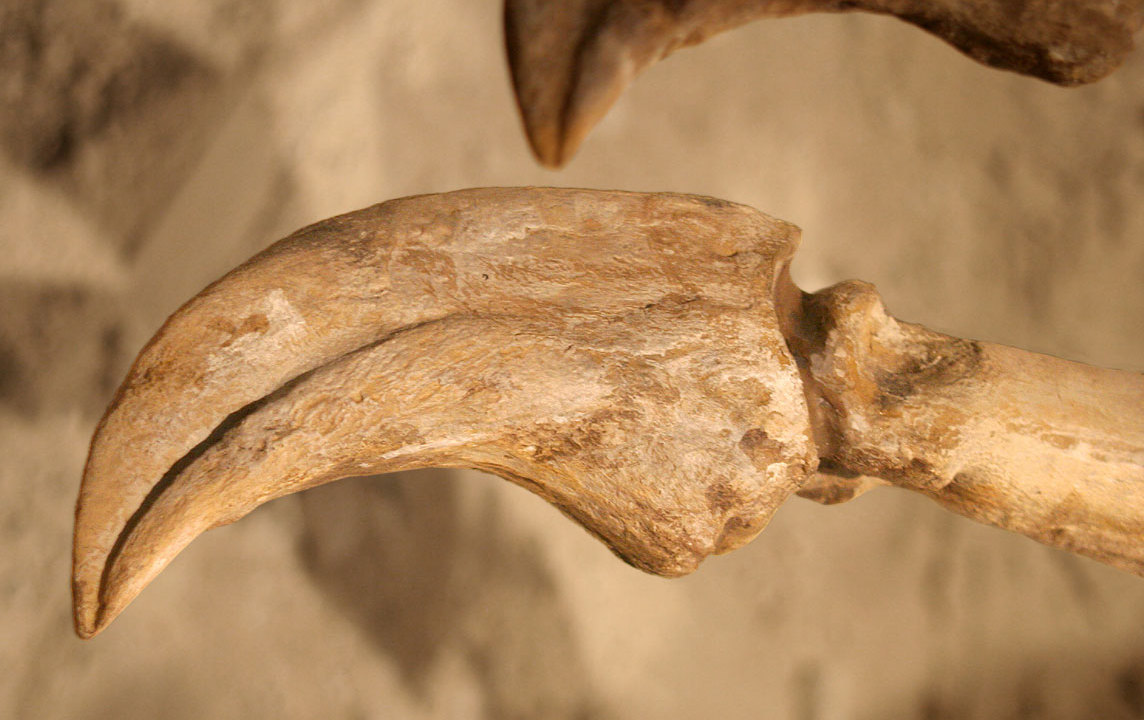
Detalle de la garra.

Se encontraron más de 1400 gastrolitos, piedras estomacales, de 8 a 87 milímetros de tamaño, entre las costillas y gastralia de la muestra MPC-D100/127. La relación entre masa de gastrolitos y peso total de 0.0022, respalda la teoría de que estos gastrolitos ayudaron a los animales desdentados a moler sus alimentos. Características como la presencia de un pico y una mandíbula retraída en forma de U, son indicadores de herbivoría facultativa, es decir opcional, entre los terópodos celurosaurianos . A pesar de estas características, también se encontraron vértebras y escamas de peces entre los gastrolitos, lo que sugiere que era un omnívoro. Se cree que los ornitosaurianos en general se habrían alimentado de plantas y animales pequeños.

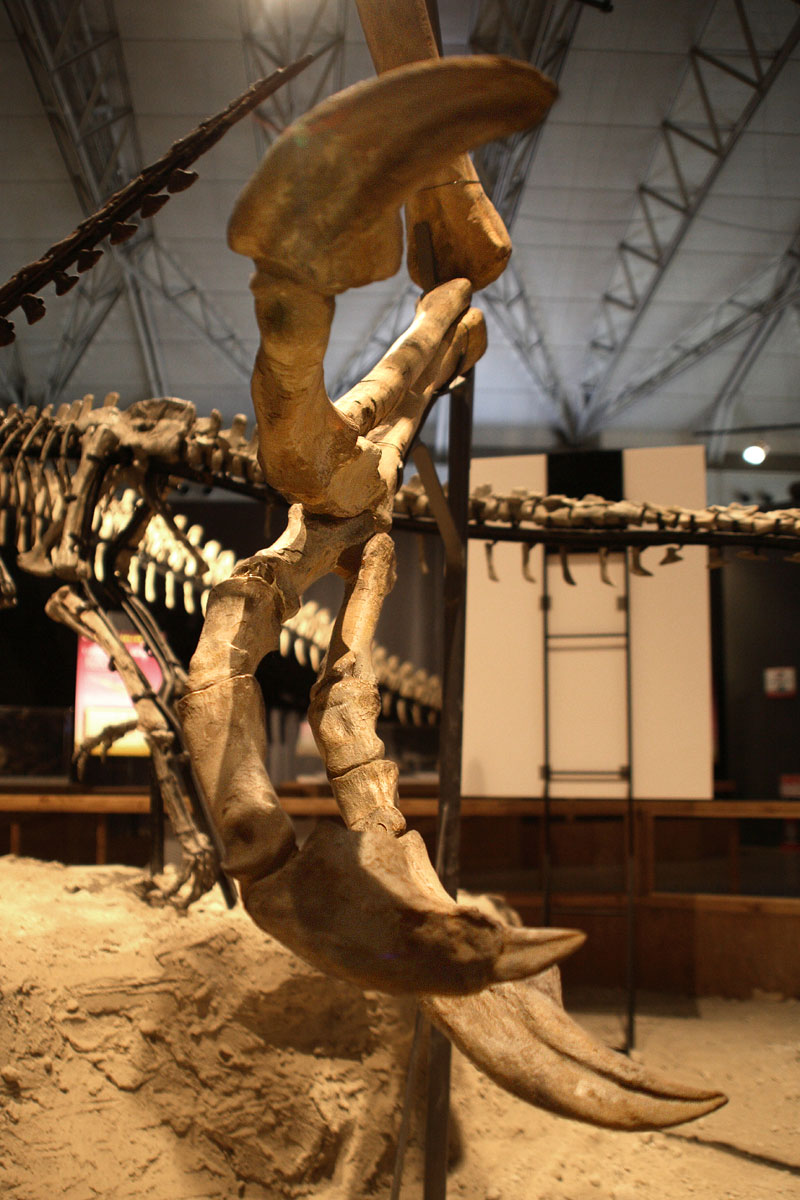
Vista de frente de los brazos de Deinocheirus.

Se propusieron varios comportamientos de alimentación antes de que se conocieran los restos más completos de Deinocheirus, y desde el principio se lo imaginó como un depredador, un animal parecido a un Allosaurus con brazos gigantes. En su descripción original, Osmólska y Roniewicz descubrieron que las manos de Deinocheirus no eran aptas para agarrar, pero que podrían haber sido utilizadas para desgarrar a las presas. Lambert apoyó esta visión, describiendo las garras de Deinocheirus como las armas horrorosas que le permitirían atacar a dinosaurios de casi cualquier tamaño capaces de destripar a un saurópodo. En 1970, el paleontólogo ruso Anatoly Konstantinovich Rozhdestvensky comparó las extremidades anteriores de Deinocheirus con los perezosos, lo que lo llevó a la hipótesis de que Deinocheirus era un dinosaurio especializado en escalar, que se alimentaba de plantas y animales que se encuentran en los árboles. Rozhdestvensky imaginó a Deinocheirus con el tronco y los miembros traseros no más largos que los miembros delanteros. En 1988, Gregory S. Paul en cambio sugirió que las garras eran demasiado contundentes con fines depredadores, pero que habrían sido buenas armas defensivas. Al intentar determinar los nichos ecológicos para Deinocheirus y Therizinosaurus en 2010, Phil Senter y James H. Robins sugirieron que Deinocheirus tenía el rango de alimentación vertical más grande debido a su altura de cadera, y se especializaba en comer follaje alto. En 2017, se sugirió que las garras de Deinocheirus se adaptaron para extraer grandes cantidades de plantas herbáceas del agua y para disminuir la resistencia del agua.

### Paleopatología
Osmólska y Roniewicz informaron que el espécimen de holotipo tiene hoyos anormales, surcos y tubérculos en la primera y segunda falange del segundo dedo izquierdo que pueden ser el resultado de lesiones en la articulación entre los dos huesos. El daño puede haber causado cambios en la disposición de los ligamentos de los músculos. Los dos coracoides también están desarrollados de manera diferente. Una costilla de la espécimen MPC-D 100/127 muestra un trauma curado que ha remodelado el hueso. En 2012, se informaron marcas de mordiscos en dos gastralia del holotipo. El tamaño y la forma de las marcas de mordida coinciden con los dientes de Tarbosaurus, el depredador más grande conocido de la Formación Nemegt. Se identificaron varios tipos de huellas de alimentación, pinchazos, gubias, estrías, dientes fragmentarios y combinaciones de las marcas anteriores. Las marcas de mordedura probablemente representan el comportamiento de alimentación en lugar de la agresión entre las especies, y el hecho de que las marcas de mordida no se encontraron en ninguna otra parte del cuerpo indica que el depredador se centró en los órganos internos. Las marcas de mordeduras de Tarbosaurus también se han identificado en hadrosáuridos y fósiles de saurópodos, pero las marcas de mordiscos de terópodos en los huesos de otros terópodos son muy raras en el registro fósil.

## Paleoecología

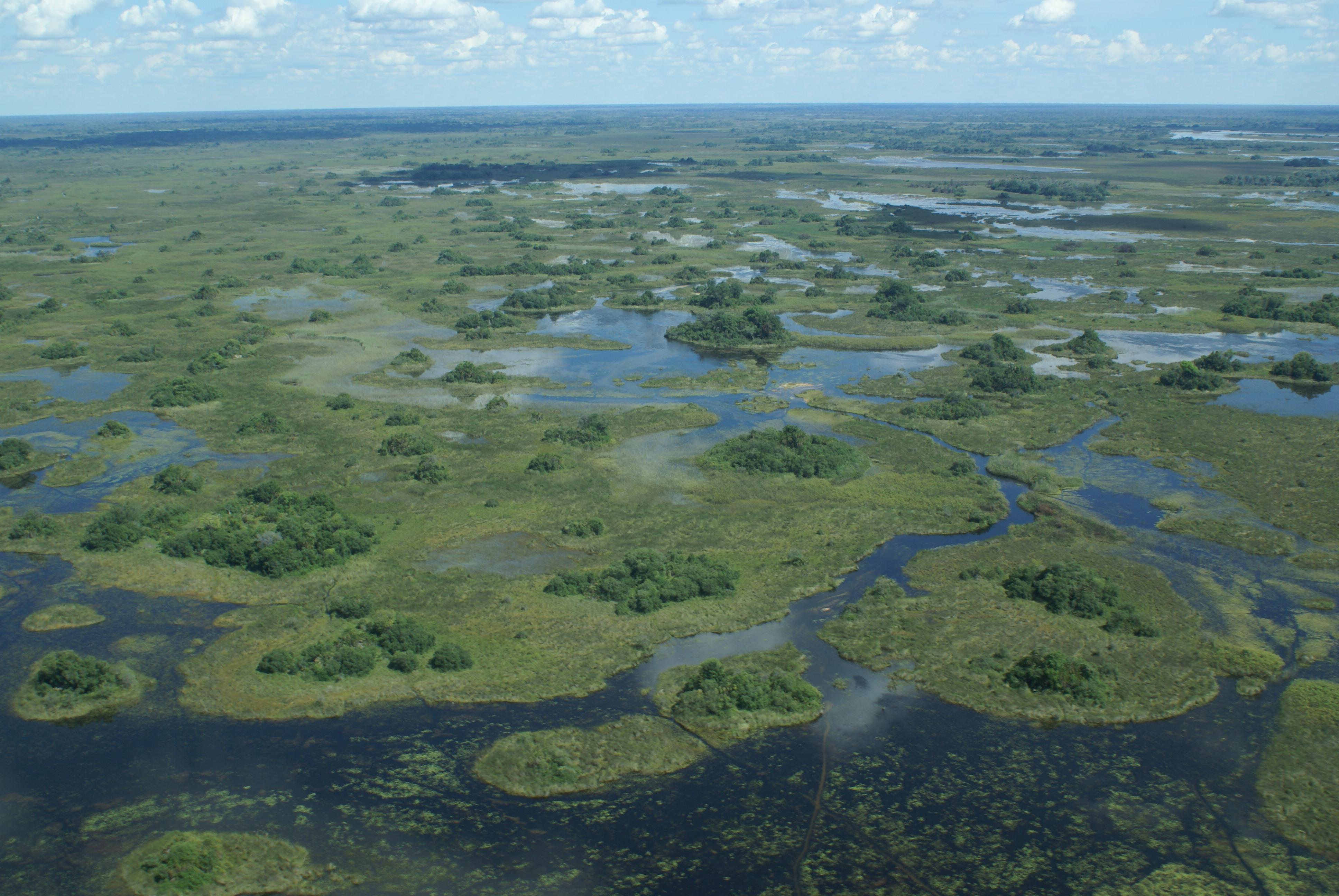
Delta del Okavango, un ambiente similar al habitado por Deinocheirus.

Los tres especímenes de Deinocheirus conocidos se recuperaron de la Formación Nemegt en el desierto de Gobi, en el sur de Mongolia. Esta formación geológica nunca se ha fechado radiométricamente, pero la fauna presente en el registro fósil indica que probablemente se depositó durante la etapa temprana de Maastrichtiense, a fines del Cretácico superior hace unos 70 millones de años. Las facies de rocas de la Formación Nemegt sugieren la presencia de canales fluviales, ríos, marismas y lagos poco profundos. Tales grandes canales de ríos y depósitos de suelo son evidencia de un clima mucho más húmedo que los encontrados en las formaciones más antiguas de Barun Goyot y Djadochta. Sin embargo, los depósitos de caliche indican que se produjeron al menos sequías periódicas. El sedimento se depositó en los canales y llanuras aluviales de grandes ríos.

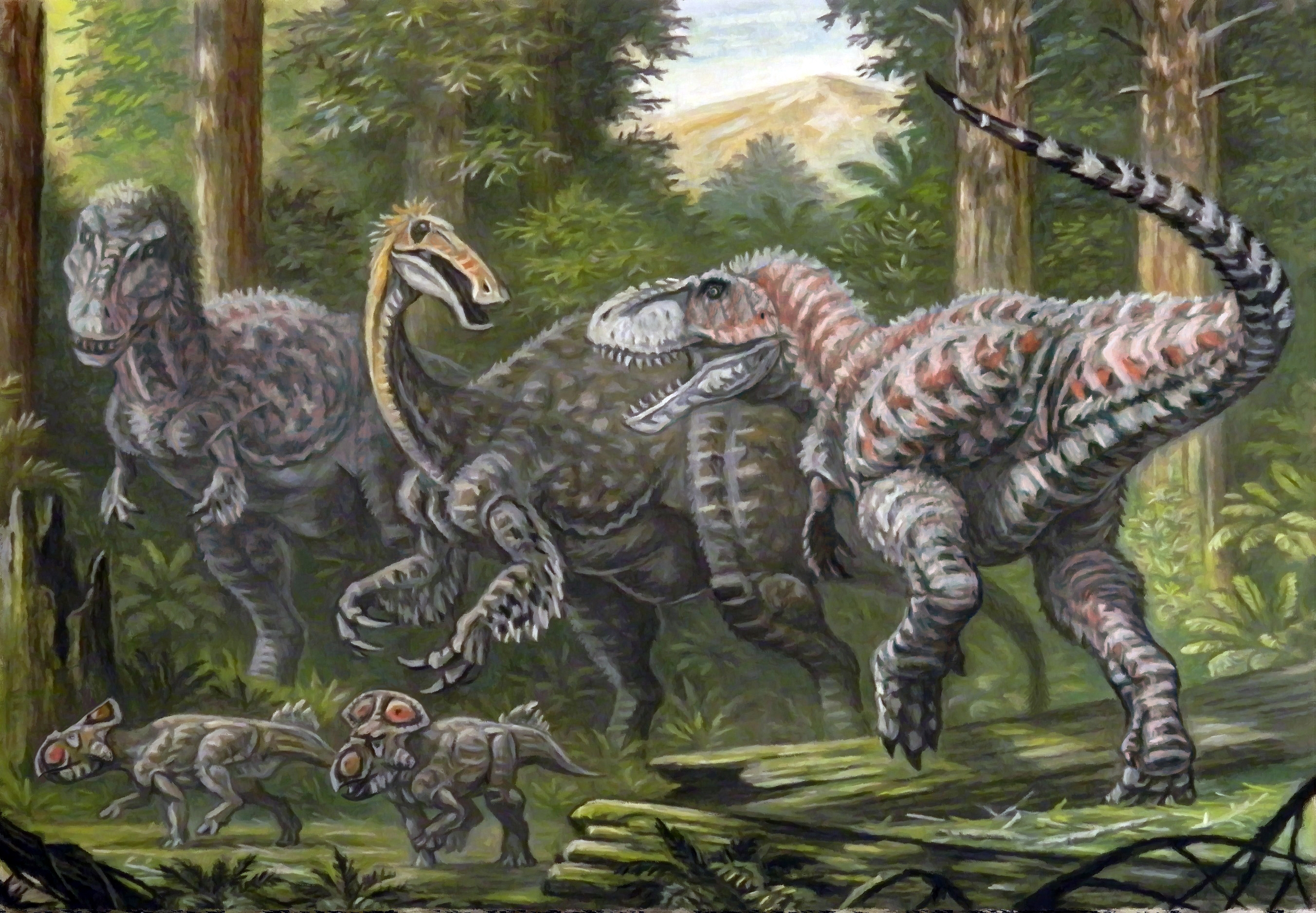
Deinocheirus atacado por un par de Tarbosaurus.

Se cree que el Deinocheirus se habría distribuido ampliamente dentro de la Formación Nemegt, ya que los únicos tres especímenes encontrados se han separado a 50 kilómetros. Los sistemas fluviales de la Formación Nemegt proporcionaron un nicho adecuado para Deinocheirus con sus hábitos omnívoros. El ambiente era similar al delta del Okavango de la actual Botsuana. Dentro de este ecosistema, Deinocheirus habría comido plantas y animales pequeños, incluido el pescado. Puede haber competido por los árboles con otros grandes dinosaurios herbívoros, como el terópodo de cuello largo Therizinosaurus, varios titanosauriano saurópodos, y el más pequeño hadrosáurido Saurolophus. Deinocheirus pudo haber competido con esos herbívoros por un follaje más alto , como árboles, pero también fue capaz de alimentarse de material que no pudieron. Junto con Deinocheirus, los descubrimientos de Therizinosaurus y Gigantoraptor muestran que tres grupos de terópodos herbívoros, ornitomimosaurianos, tericinosaurianos y oviraptorosaurianos alcanzaron independientemente sus tamaños máximos a finales del Cretácico de Asia.
Los hábitats en y alrededor de los ríos de Nemegt donde vivió Deinocheirus proporcionaron un hogar para una gran variedad de organismos. Se encuentran fósiles de moluscos ocasionales , así como una variedad de otros animales acuáticos como peces y tortugas, y el cocodrilomorfo Shamosuchus. Los fósiles de mamíferos son raros en la Formación Nemegt, pero se han encontrado muchas aves, incluida la enantiornite Gurilynia , la hesperorniforme Judinornis, así como Teviornis, un posible anseriformes . Los dinosaurios herbívoros de la Formación Nemegt incluyen anquilosáuridos tales como Tarchia, el paquicefalosauriano Prenocephale, los hadrosáuridos grandes como Saurolophus y Barsboldia, y los sauropodos como Nemegtosaurus y Opisthocoelicaudia. Los terópodos depredadores que pudieron haber vivido junto con Deinocheirus incluyen tiranosáuridos como Tarbosaurus , Alioramus y Bagaraatán y trodóntidos como Borogovia, Tochisaurus y Zanabazar. Los grupos terópodos con miembros omnívoros y herbívoros incluyen tericinosaurianos, como Therizinosaurus , oviraptorosaurianos, como Elmisaurus, Nemegtomaia y Rinchenia y otros ornitomimosaurianos, como Anserimimus y Gallimimus.